# Vierungsturm des Kölner Domes

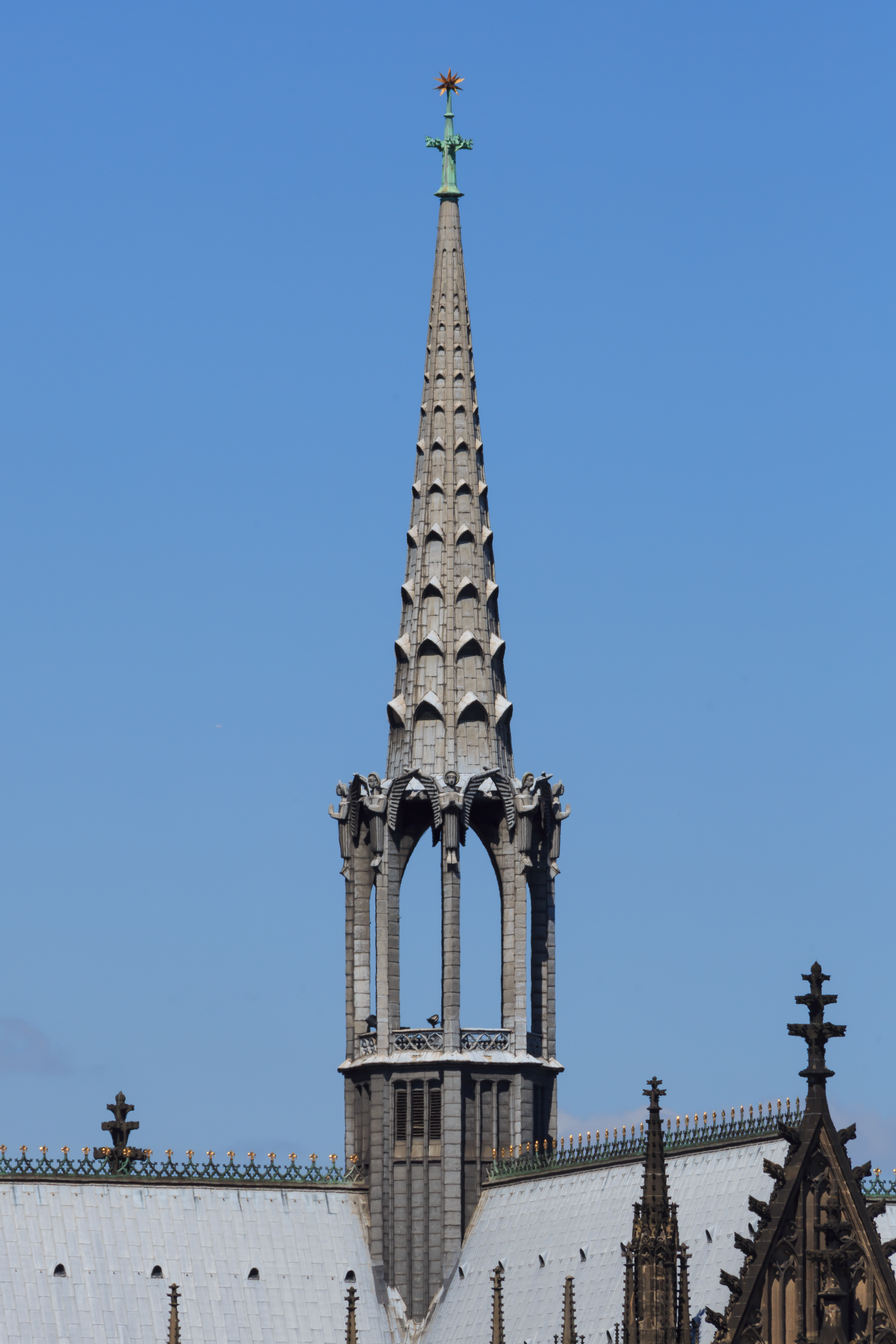
Vierungsturm des Kölner Domes, 2014

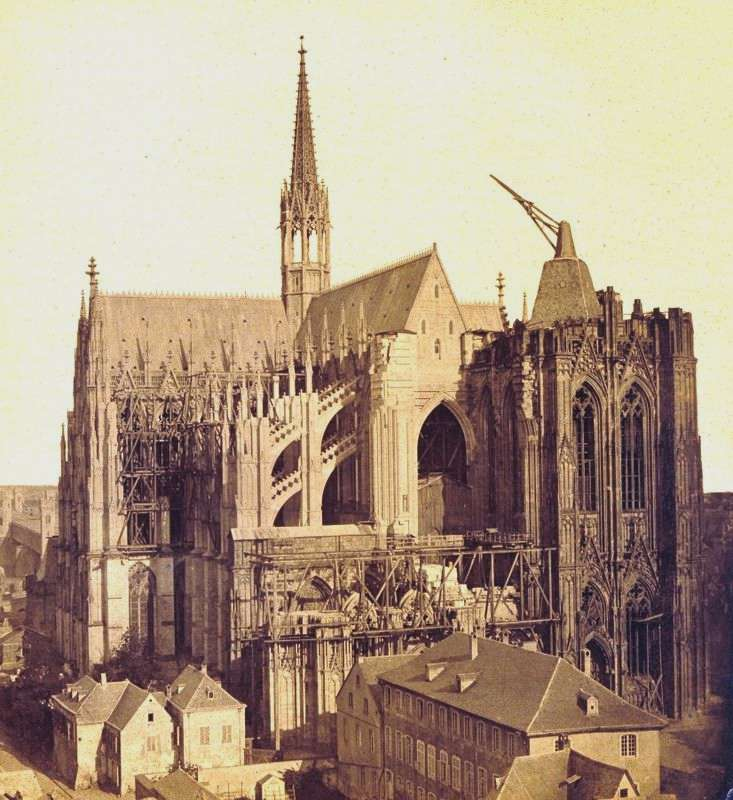
Bau der Domtürme, mit freier Sicht auf den Vierungsturm, Aufnahme J. H. & Th. Schönscheidt, 1865

Der Vierungsturm des Kölner Domes ist der 1860 errichtete und in den 1960er Jahren umgestaltete dritte Turm des Kölner Domes. Er befindet sich über der Vierung und gehört zu jenen Teilen des Domes, für die keine mittelalterlichen Baupläne vorlagen. Bereits im späten Mittelalter trug das Dach des Chores einen Dachreiter, der 1744 im Stil des Barock erneuert wurde. Dieser Dachreiter musste 1812 wegen Baufälligkeit entfernt werden.
Eine „Idealansicht“ des vollendeten Domes von Sulpiz Boisserée aus dem Jahr 1821 sah einen massiven achteckigen Steinturm vor. Dieser ließ sich aus statischen Gründen nicht verwirklichen, so dass 1860 unmittelbar nach dem Dachstuhl des Kölner Domes ein schmiedeeiserner Vierungsturm nach einem Entwurf des Dombaumeisters Ernst Friedrich Zwirner und Plänen seines Stellvertreters Richard Voigtel errichtet wurde.
Die neugotische Dekoration dieses Turmes, mit Wimpergen, Fialen und Wasserspeiern, wurde im Zweiten Weltkrieg stark beschädigt, während der eiserne Unterbau fast unbeschädigt blieb. Der Vierungsturm erhielt seine heutige Gestalt zwischen 1965 und 1973 durch eine neue Verkleidung mit schmückenden Elementen im Stil des Art déco. Die ursprünglich an der Basis des Turmhelms angebrachten Wimperge wurden durch acht Engelfiguren aus mit Blei verkleidetem Lärchenholz nach einem Entwurf des Kölner Dombildhauers Erlefried Hoppe ersetzt, für die Hubert Bruhs die Holzkerne der Figuren anfertigte.

## Der Vierungsturm in der ersten Bauperiode

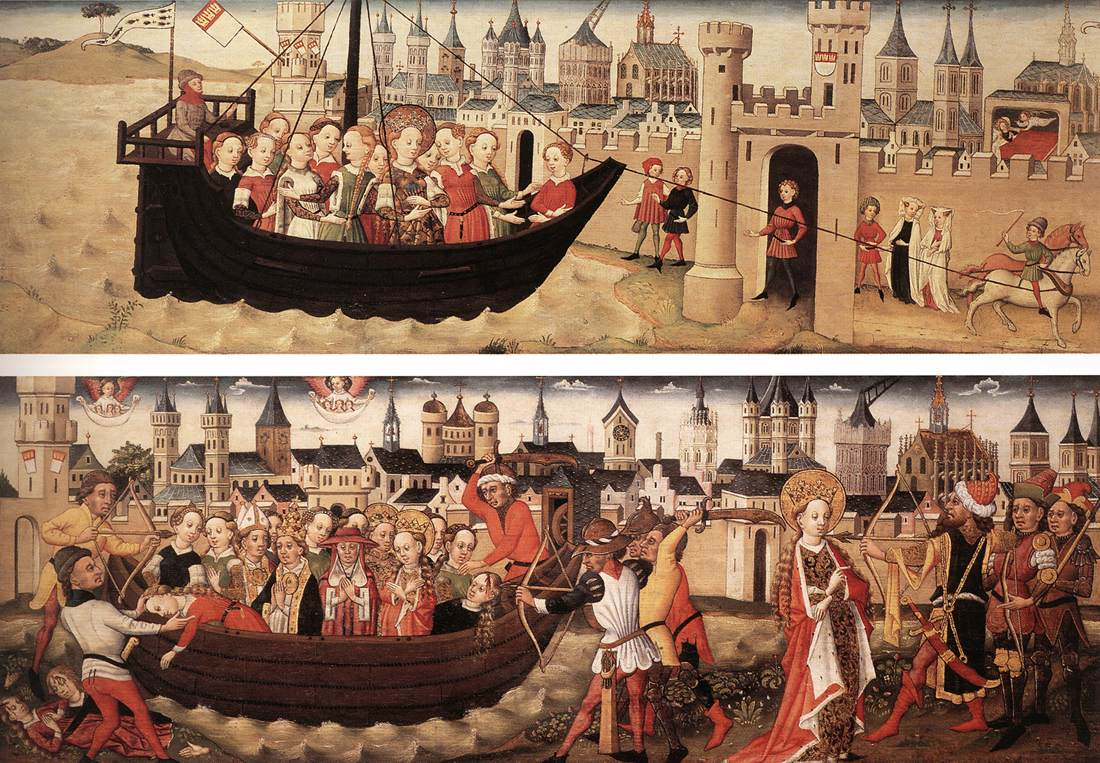
Legende der heiligen Ursula, Kölner Malerschule, um 1455–1460

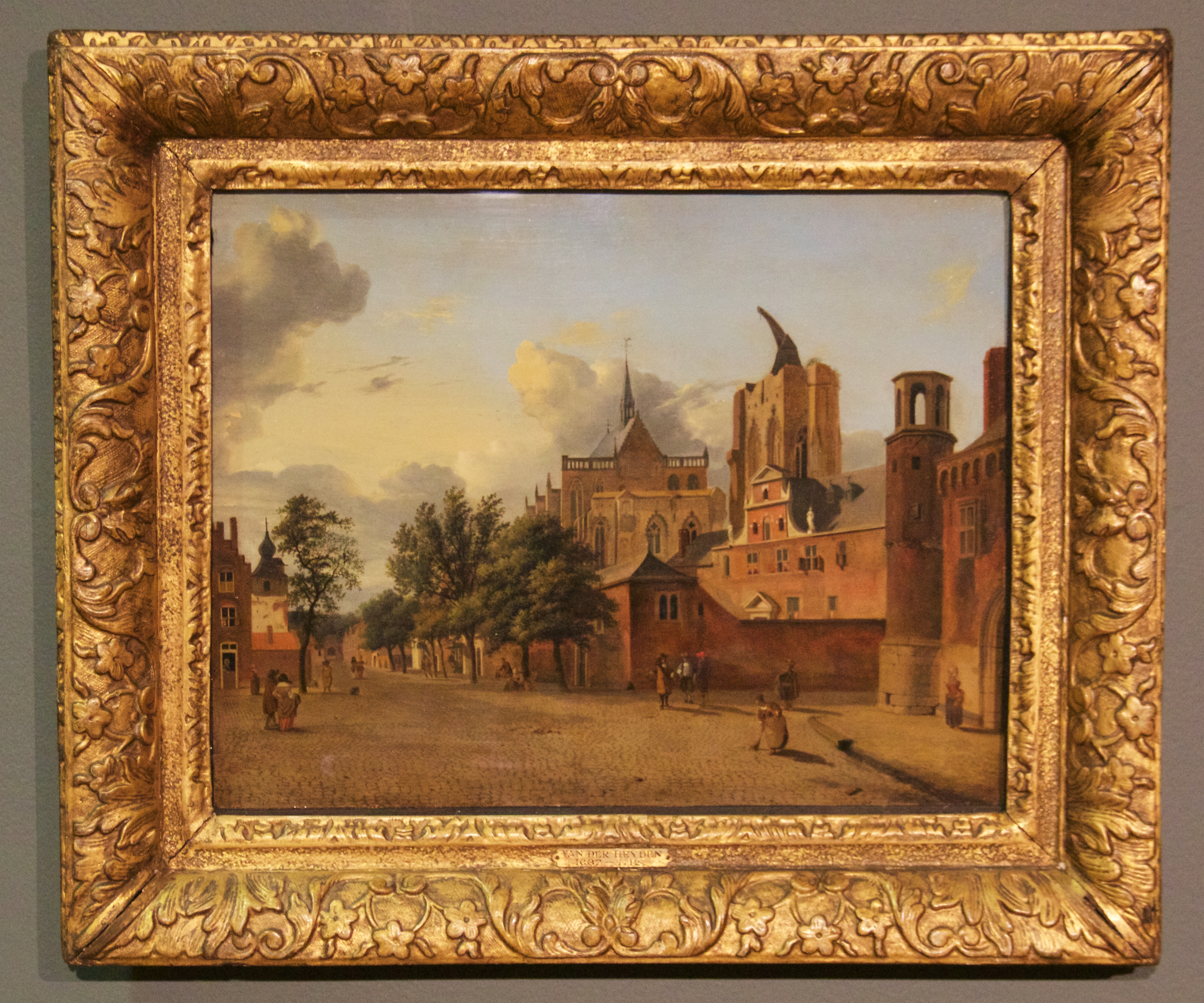
Straßenbild, Jan van der Heyden, 1684

Der Bau des Kölner Domes war im Mittelalter nur wenig über die Fertigstellung des Chores im Jahr 1322 und die ersten beiden Geschosse des Südturms hinausgekommen. Der Chor war in Richtung Westen durch eine Mauer abgeschlossen, vom Querschiff standen im Wesentlichen nur die östlichen Pfeiler und die östlichen Wände.
Mittelalterliche Pläne, wie sie für die meisten Teile des Domes wiedergefunden wurden, lagen für einen Dachreiter oder Vierungsturm nicht vor. Sulpiz Boisserée äußerte in seinem erstmals 1821 aufgelegten Werk mit Ansichten und Plänen des Kölner Domes die Überzeugung, dass bereits die mittelalterliche Planung über der Vierung einen achteckigen massiven Turm vorgesehen habe. Seine Einschätzung beruhte jedoch ausschließlich auf Vergleichen mit anderen Kathedralen des 13. Jahrhunderts und eigenen ästhetischen Erwägungen.
Der Kölner Dombaumeister Ernst Friedrich Zwirner stellte 1855 fest, dass an den mittelalterlichen Bauteilen des Kölner Domes, insbesondere an den beiden westlichen Chorpfeilern, nichts darauf hindeutet, dass ein Vierungsturm errichtet werden sollte. Die Eckpfeiler der Vierung haben einen massiven Kern von geringem Durchmesser und ohne Verbund vorgesetzte Dienste. Die östlichen Pfeiler bestehen aus einem mit Hausteinen verblendeten Kern, der aus gering belastbarem ziegelförmigem Tuffstein gemauert ist. Zudem waren die Pfeiler mit derart geringer Sorgfalt errichtet worden, dass 1826 Verankerungen zum Zusammenhalten der auseinander strebenden Pfeiler angebracht werden mussten.
Zwirner und sein Stellvertreter und Nachfolger Richard Voigtel vertraten mit Blick auf andere große gotische Sakralbauten wie die Kathedrale von Amiens, deren Baubeginn vor jenem des Kölner Domes lag, die Auffassung, dass ein Vierungsturm notwendig sei und zum Profil des ganzen Gebäudes gehöre. Da die Pfeiler einen massiven Steinturm nicht hätten tragen können vermutete Voigtel, dass bei der Anlage der Fundamente des Domes kein Turm geplant war.
Unabhängig von der Frage der Bauplanung des 13. Jahrhunderts steht fest, dass auf das Dach des 1322 fertiggestellten Domchores noch im Mittelalter ein Dachreiter aufgesetzt worden ist. Darstellungen des Kölner Domes aus dem 15. bis 17. Jahrhundert zeigen ihn stets mit dem Domkran auf dem teilweise errichteten Südturm, und mit einem Dachreiter auf dem Chor.

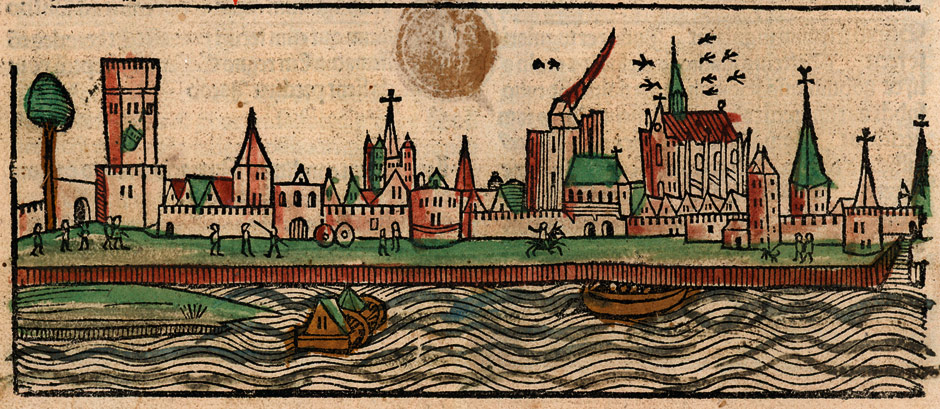
Fasciculus temporum, Werner Rolevinck, Köln um 1483
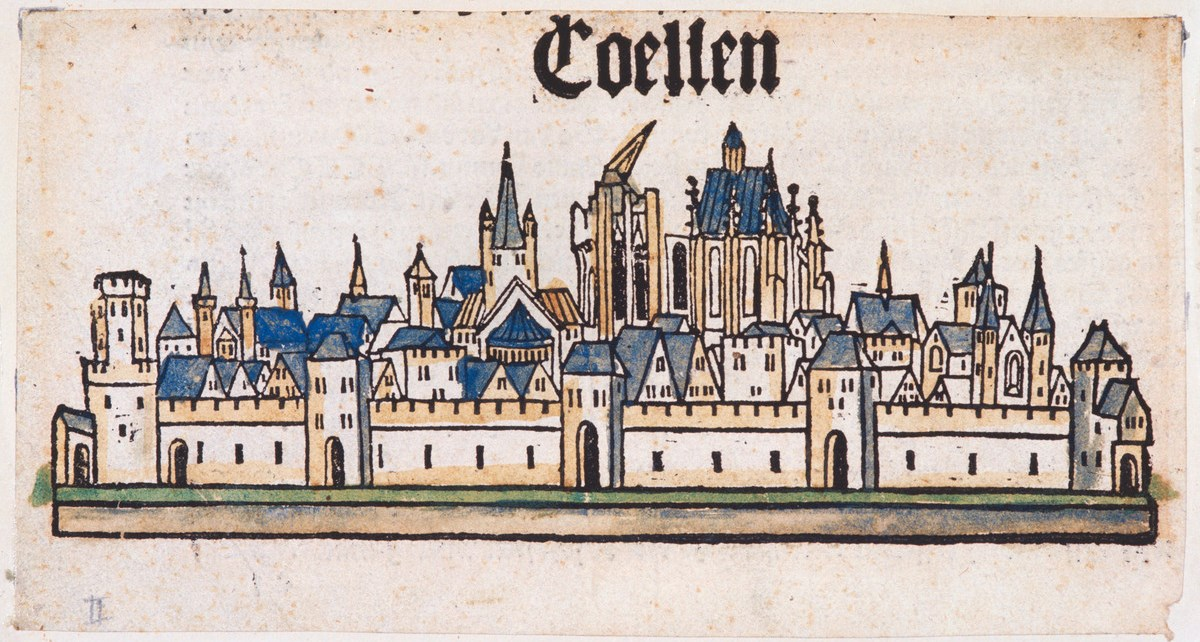
Koelhoffsche Chronik, Folium 140, Johann Koelhoff der Jüngere, 1499
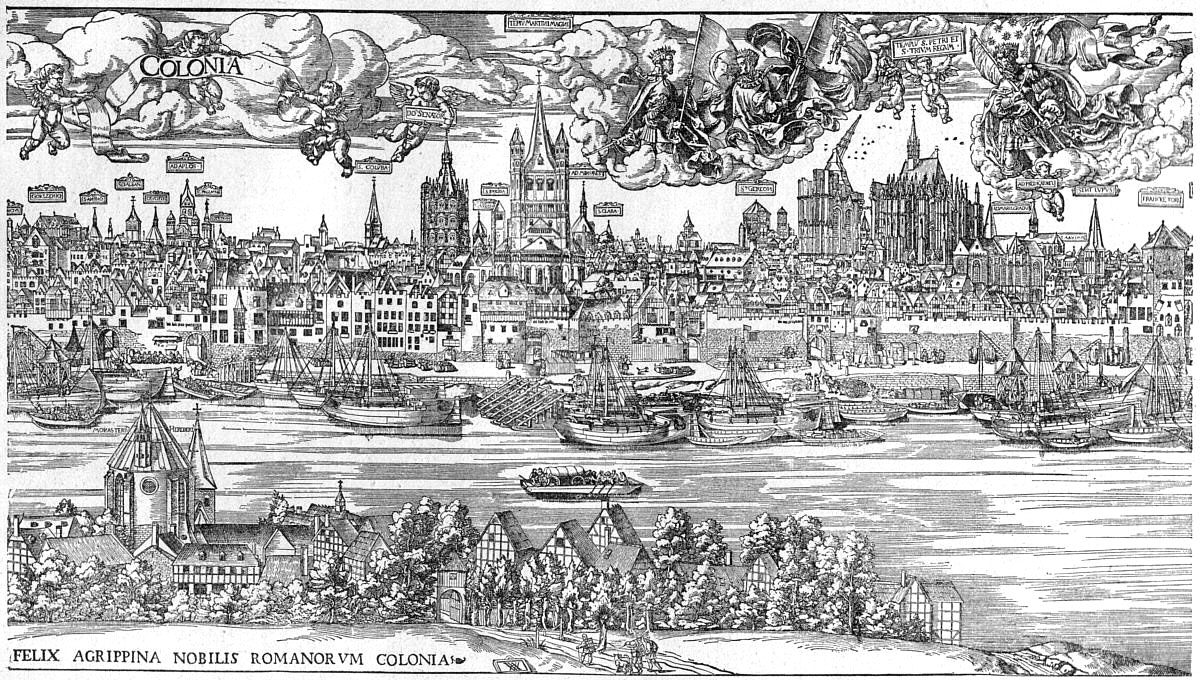
Kölner Stadtansicht von 1531 (Detail), Anton Woensam

## Barocker Dachreiter

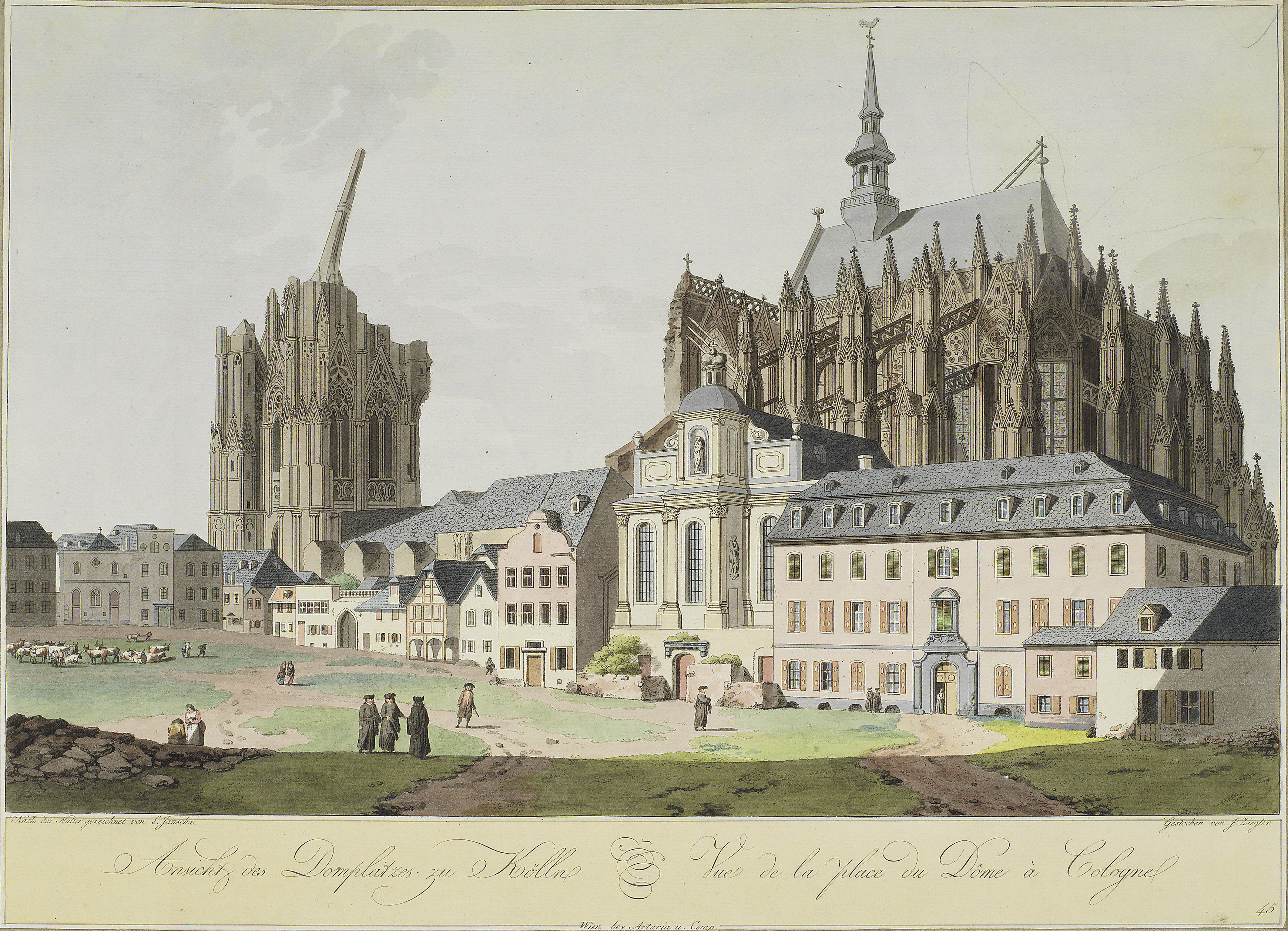
Ansicht des Domplatzes zu Kölln, Laurenz Janscha, 1798

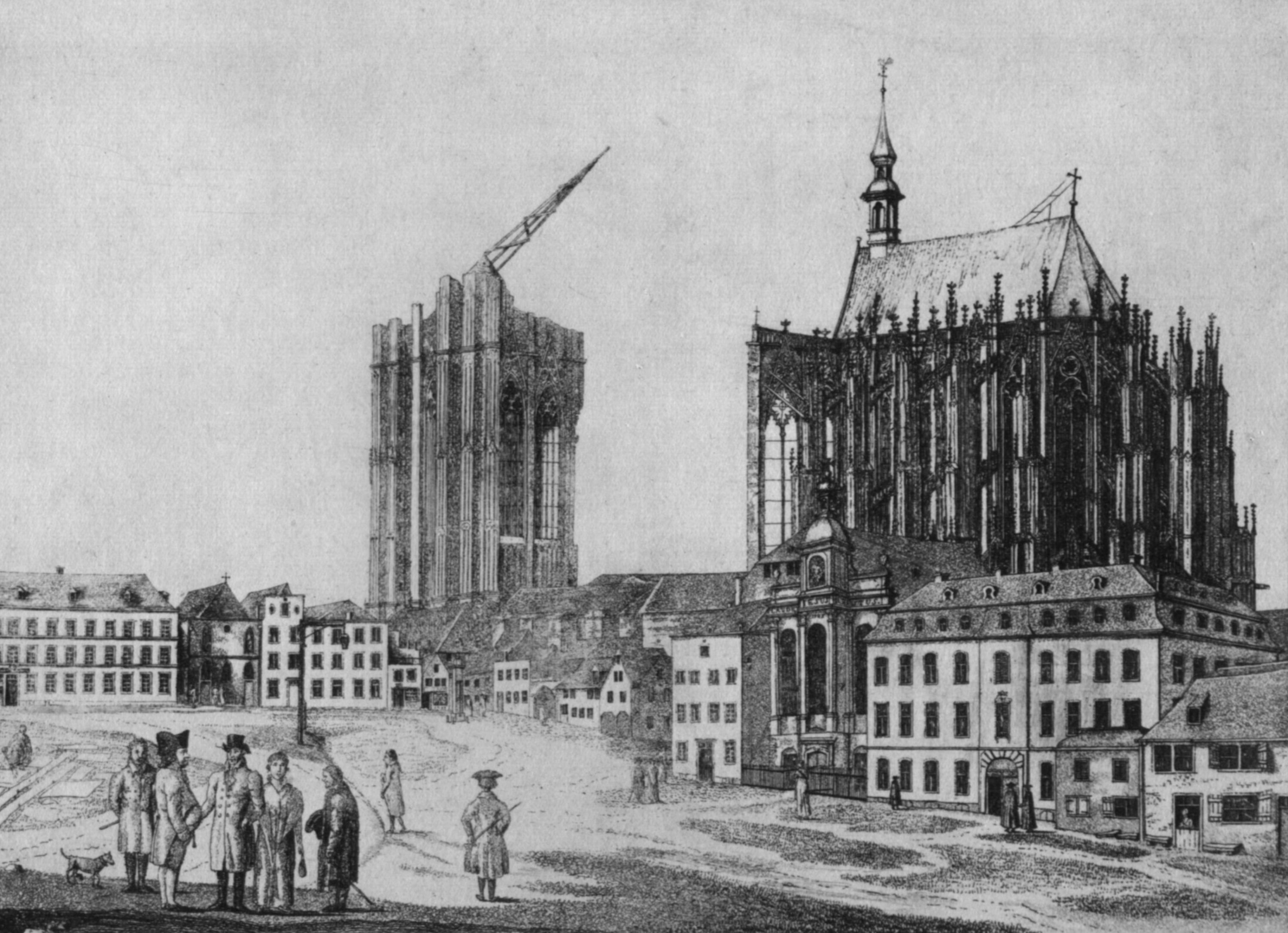
Domhof, Zeichnung und Stich von Johann Paul Josef Ritter, 1806

1744 wurde auf dem Dach des Chores, unmittelbar hinter der Vierung, ein barocker Dachreiter errichtet, in dem sich zwei Glocken befanden. Im Jahr 1809 wurde der untere Bereich des Dachreiters teilweise mit Blei verkleidet.
1811 beauftragte die Stadt Köln auf Betreiben Sulpiz Boisserées den hessischen Oberbaurat Georg Moller damit, gemeinsam mit dem Kölner Stadtbaumeister Peter Schmitz und dem Baumeister Johannes Baptist Leidel die Bauschäden am Dom, insbesondere am westlichen Giebel des Chores und am Dachreiter, zu untersuchen. Am 30. September 1811 fand eine Begehung des Domes statt, bei der am Dachreiter erhebliche Schäden festgestellt wurden. Die sechs Hauptsäulen des Dachreiters und der größte Teil des übrigen Holzes waren vom Holzwurm befallen und aus dem Verband gelöst. Der letzte Dachbalken am westlichen Ende des Chors war aufgrund der Belastung durch den Dachreiter nach Süden eingesunken und zerbrochen. Er war Jahre zuvor notdürftig mit schmalen Leisten verbunden und mit den drei anderen Balken, auf denen der Dachreiter ruhte, mit Sprießen gegen die Seitenmauern des Chores abgestützt worden. Infolge dieser Belastung waren die Mauern nach außen gedrückt worden, was wiederum Risse im Chorgewölbe und in der Giebelmauer herbeigeführt hatte. Aufgrund des gebrochenen tragenden Balkens und seiner eigenen mangelhaften Konstruktion war der Turm insgesamt nach Südwesten geneigt.
Im Ergebnis der Begehung wurde neben anderen Maßnahmen am Dom das Abtragen des Dachreiters noch vor dem Winter empfohlen. Die Arbeiten wurden jedoch nicht sofort durchgeführt. Erst im Juni 1812 befahl der französische Präfekt dem Kirchenvorstand, den Dachreiter abzutragen. Der Abbruch erfolgte bis zu dem 1809 mit Blei neu eingedeckten Teil.
Auf Bitten des Dompfarrers Michael Joseph DuMont entwarf Boisserée einen neuen Dachreiter von 17 Meter Höhe und etwa 2,90 Meter Breite. Noch im Jahr 1816 enthielt ein dem Stadtrat vorgelegter Kostenvoranschlag für die dringlichsten Arbeiten am Dom Ausgaben für die Wiedererrichtung des Dachreiters. Dafür war fast die Hälfte der veranschlagten Summe vorgesehen. Die Pläne kamen jedoch nicht zur Ausführung.

## Entwurf von Sulpiz Boisserée

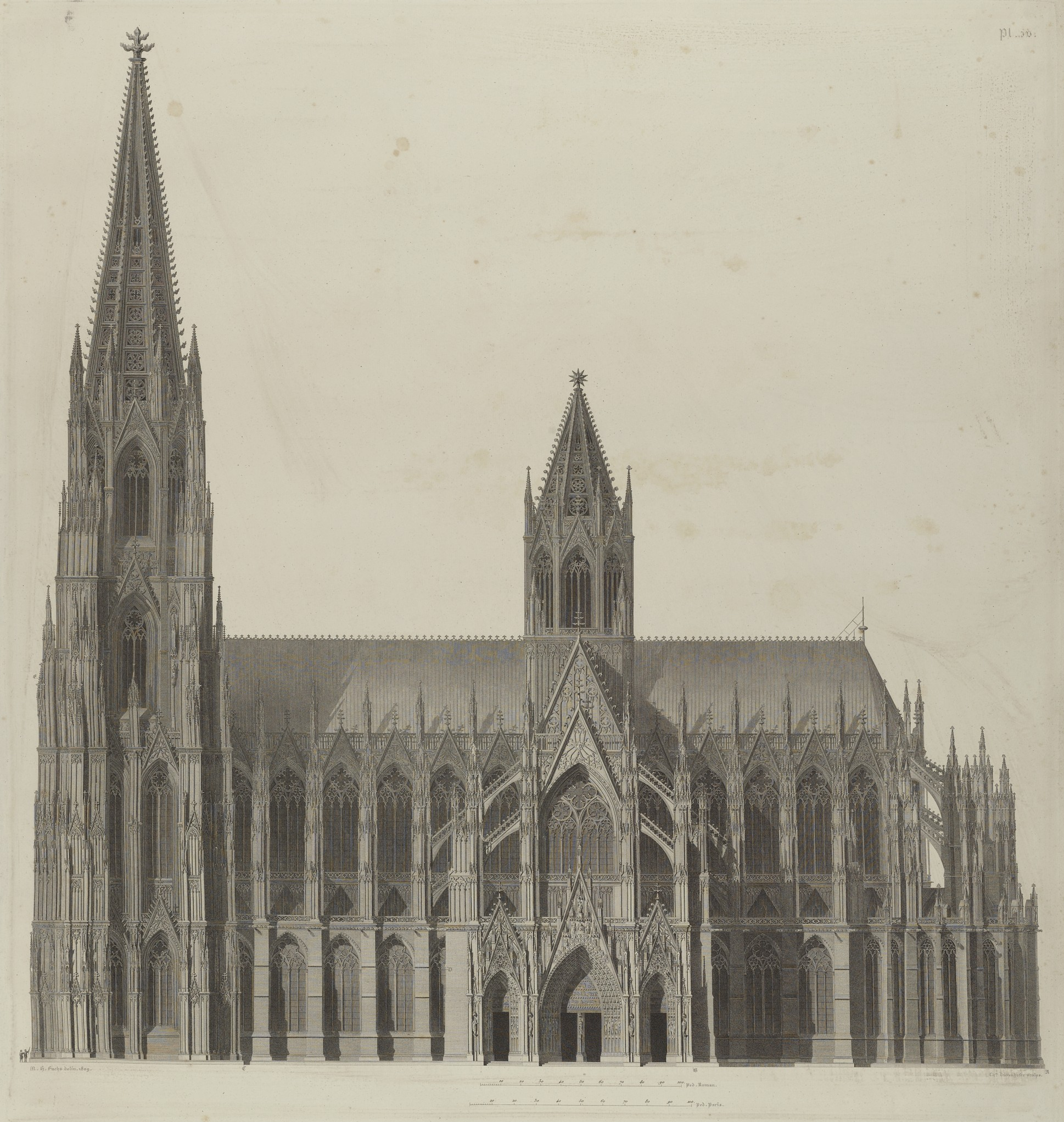
Idealansicht des fertigen Doms, Sulpiz Boisserée, 1821

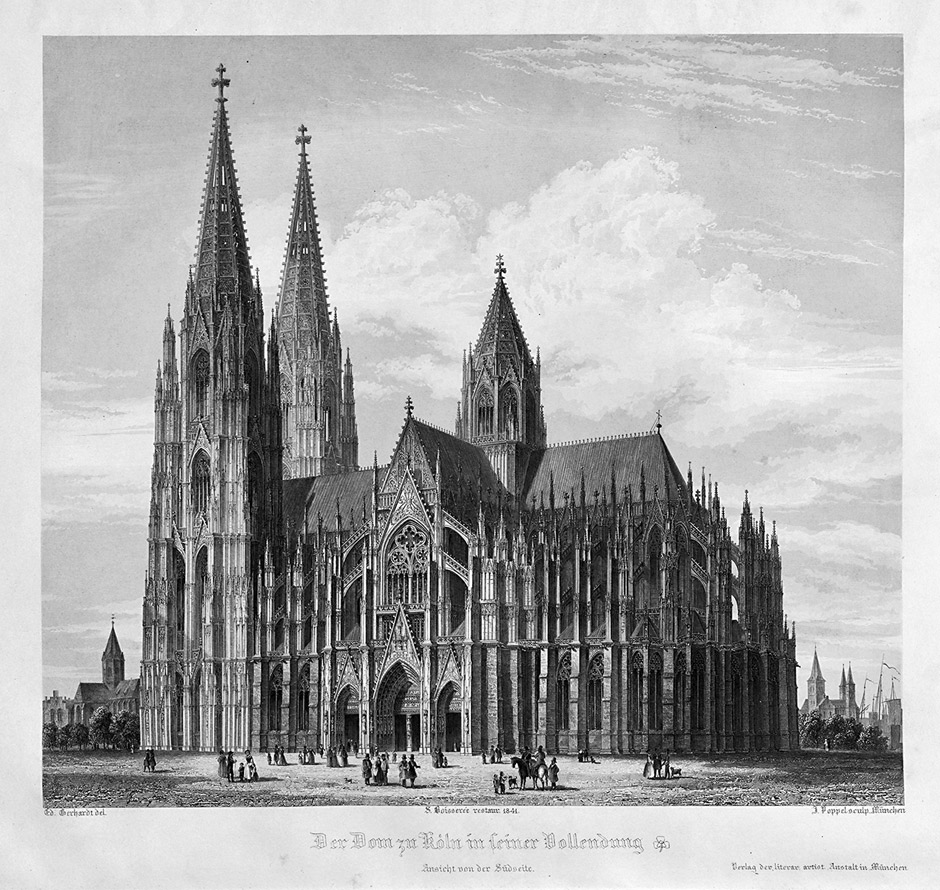
Der Kölner Dom von Südosten, Sulpiz Boisserée, 1842

Dass der Kölner Dom einen Mittelturm haben müsse, und dass dieser bereits von den mittelalterlichen Baumeistern geplant gewesen sei, stand für Sulpiz Boisserée außer Frage. Er befasste sich intensiv mit den Maßen des Turms, insbesondere mit deren Verhältnis zu den Maßen der beiden Haupttürme. Dabei stützte er sich auf einen von Hermann Crombach im Jahr 1654 nach mittelalterlichen Vorlagen veröffentlichten Plan.
Am 8. Mai 1810 beschrieb Boisserée sein Vorgehen in einem Brief an Johann Wolfgang von Goethe:

„Auffallend und erwünscht an diesem großen Bruchstück ist, daß überall, wo sich ein Theil des Gebäudes mit dem anderen verbinden sollte, die einzelnen Glieder zu Fenstergeländern, Simsen u. s. w. deutlich gestaltet hervorragen und gleichsam zur Weiterbildung zu streben scheinen; dies und die genaue Messung des Vollendeten, wie Sie davon in dem Grundriß und Durchschnitt Beweise haben, machte es mir möglich, mit einer alten, wiewohl schlechten, in Kupfer gestochenen Copie der Thürme, den ganzen Entwurf des Gebäudes, wie ihn der unbekannte Meister gedacht hat, treu und zuverlässig herzustellen. Bloß bei den Seiten-Eingängen und ihren Giebeln, am meisten aber bei dem mittleren Thurm, fehlten mir die einzelnen Vorbilder und Verhältnisse; bei dem Eingange halfen mir noch einiger Maßen ein an der Nordseite schon zu einer gewissen Höhe aufgeführtes Thürgewände und dann, was von dem Haupt-Eingange schon fertig oder in jenem Kupferstiche enthalten war. Den mittleren Thurm mußte ich aus den allgemeinen Verhältnissen des Ganzen und nach den von dem Meister entworfenen Hauptthürmen bilden; ich habe dabei, was ich immer von Gebäuden ähnlicher Art erhalten konnte, zu Rathe gezogen. Alles bestätigt, wie die vier großen Säulen in der Mitte und die ganze Anlage des Gebäudes selber, die Nothwendigkeit dieses dritten Thurmes. Aber von Gestalten und Verhältnissen erhielt ich kaum die allgemeinste brauchbare Nachweisung. Glücklicher Weise sind die Verhältnisse an dem kölnischen Dome so bestimmt und rein, und das Gesetz der Gestalten, so mannigfaltig sie auch sein mögen, so fest und einfach, daß ich mir daraus strenge Grundsätze für mein Verfahren herleiten konnte.“

Aus einem von Sulpiz Boisserée nachgelassenen Manuskript geht hervor, dass er seinen ursprünglichen Entwurf stark überarbeitete, nachdem mittelalterliche Originalpläne der Haupttürme und weiterer Gebäudeteile wiedergefunden wurden. Er veröffentlichte 1821 in seinem Werk Ansichten, Risse und einzelne Theile des Doms von Köln eine „Idealansicht“ des fertigen Domes, über dem ein massiver achteckiger Vierungsturm aufragt. Diesem Entwurf lag die Überlegung zugrunde, dass die Höhe des Turms über dem Kirchenboden zu seiner durch die Abmessungen der Vierung festgelegten Breite im selben Verhältnis stehen musste wie die Höhe der Haupttürme zu ihrer am Dach des Langhauses gemessenen Breite. Dadurch kam Boisserée auf ein Verhältnis von sechseinhalb zu eins. Zudem waren in seinen Augen ein achteckiger Grundriss sowie der durchbrochene Turmhelm von mehr als einem Drittel der Höhe des Turms durch die Gestalt der Haupttürme vorgegeben.
Das erste Geschoss des Vierungsturms reicht in Boisserées Entwurf bis auf die Höhe der Dachfirste und hat einen quadratischen Grundriss mit abgeschrägten Ecken. Das zweite und das dritte Geschoss haben regelmäßig achteckige Grundrisse. Im zweiten Geschoss befinden sich verglaste spitzbogige Fenster, im oberen Viertel mit Maßwerk, darüber neugotische Wimperge. Ein außen umlaufender Gang hat eine Maßwerkbrüstung, vor die Fenster der vier Nebenhimmelrichtungen sind Fialen gesetzt. Im zweiten Geschoss reichen Wandsäulen bis zur Decke, wo sie ein Gewölbe stützen. Das dritte Geschoss bildet den durchbrochenen Turmhelm. Auch an seiner Basis läuft außen ein Gang um, an allen acht Ecken befinden sich Fialen. Auf die Turmspitze setzte Boisserée anstelle der üblichen Kreuzblume oder eines Kreuzes einen Stern. Er nahm dabei an, dass der Dreikönigenschrein mit den Gebeinen der Heiligen Drei Könige unter dem Turm in der Vierung aufgestellt werden würde.
Boisserées Entwurf wurde nicht umgesetzt. Er war aber Jahrzehnte später, als die Frage der Errichtung eines Dachreiters oder Vierungsturms durch den Baufortschritt des Kölner Domes aktuell wurde, die Grundlage für einen der Entwürfe des Dombaumeisters Zwirner.

## Vierungsturm von Zwirner und Voigtel

### Planung

Ansicht des Vierungsturms mit Details, Zeichnung von Richard Voigtel, ca. 1860

Mit Beginn der Bauarbeiten am Kölner Dom im Jahr 1842 stellte sich die Frage der Errichtung eines Dachreiters oder Vierungsturms. Im Grundsatz herrschte Einigkeit darüber, dass der Dom in genau der Weise vollendet werden soll, wie es Meister Gerhard im 13. Jahrhundert geplant hatte. Die im Dombauarchiv gelagerten Originalpläne waren jedoch im Zusammenhang mit der französischen Besetzung Kölns verloren gegangen, und nur teilweise wiedergefunden worden. Der Kölner Dombaumeister Ernst Friedrich Zwirner veröffentlichte 1842 in den ersten sechs Nummern des Kölner Domblatts eine Abhandlung mit dem Titel Vergangenheit und Zukunft des Dombaues. In Bezug auf den Vierungsturm äußerte Zwirner Zweifel daran, dass ein Vierungsturm geplant war. Die Säulen der Vierung waren nach seiner Ansicht so berechnet, dass sie nur das Gewölbe der Vierung zu tragen hatten. Darüber hinaus bevorzugte Zwirner den Entwurf von Boisserée gegenüber einer schlankeren Ausführung. Er gab aber neben den Kosten und der Gefahr für das Bauwerk durch die zusätzliche Belastung zu bedenken, dass ein Vierungsturm die Wirkung der Westfassade mit ihren schlanken Türmen beeinträchtigen würde.
Am 18. Juni 1853 tagte die preußische Aufsichtsbehörde für den Dombau, die Königliche technische Bau-Deputation zu Berlin, deren Mitglied der Kölner Dombaumeister Ernst Friedrich Zwirner war, und erörterte die Ausführung des Vierungsturms. Zwirner legte der Kommission vier Entwürfe vor, von denen einer eine Umsetzung des Entwurfs von Boisserée war, zwei weitere ebenfalls einen massiven Turm aus Hausteinen vorsahen, und nur der vierte eine Metallkonstruktion war. Die Kommission befand, dass ein Vierungsturm wie bei anderen Kathedralen aus der gleichen Epoche erwünscht sei. Allerdings stellte sie auch fest, dass von einem massiven Turm wegen des mangelhaften Untergrunds Abstand genommen werden müsse. Es bestand die Besorgnis, die übermäßige Belastung könne zum Einstürzen der östlichen Vierungspfeiler führen. Selbst der aus Tuffstein zu fertigende dritte Entwurf konnte nicht überzeugen, da auch sein Gewicht für die Pfeiler der Vierung zu groß gewesen wäre. Damit waren drei der vier von Zwirner eingebrachten Entwürfe abzulehnen. Der vierte Entwurf sah einen eisernen Vierungsturm vor, der mit Blei oder Zink verkleidet werden sollte. Für die Metallkonstruktion sprachen neben dem geringeren Gewicht der Brandschutz, die längere Haltbarkeit von Eisen und die geringeren Herstellungskosten. Daher empfahl die Aufsichtsbehörde am 29. Juni 1853 die Ausführung eines Vierungsturms mit Metalldeckung. Am 4. April 1855 wurde Zwirners Entwurf durch königliche Kabinettsorder genehmigt.
1858 und 1859 fertigte Richard Voigtel als stellvertretender Dombaumeister die Pläne für den Vierungsturm und nahm die statischen Berechnungen vor. Als Vorgabe war ihm auferlegt, dass die Vierungspfeiler maximal mit 530 Pfund je Quadratzoll zu belasten seien. Das bedingte den weitgehenden Verzicht auf Gusseisen und die Konstruktion aus gewalzten Blechplatten und Profileisen.

### Konstruktion

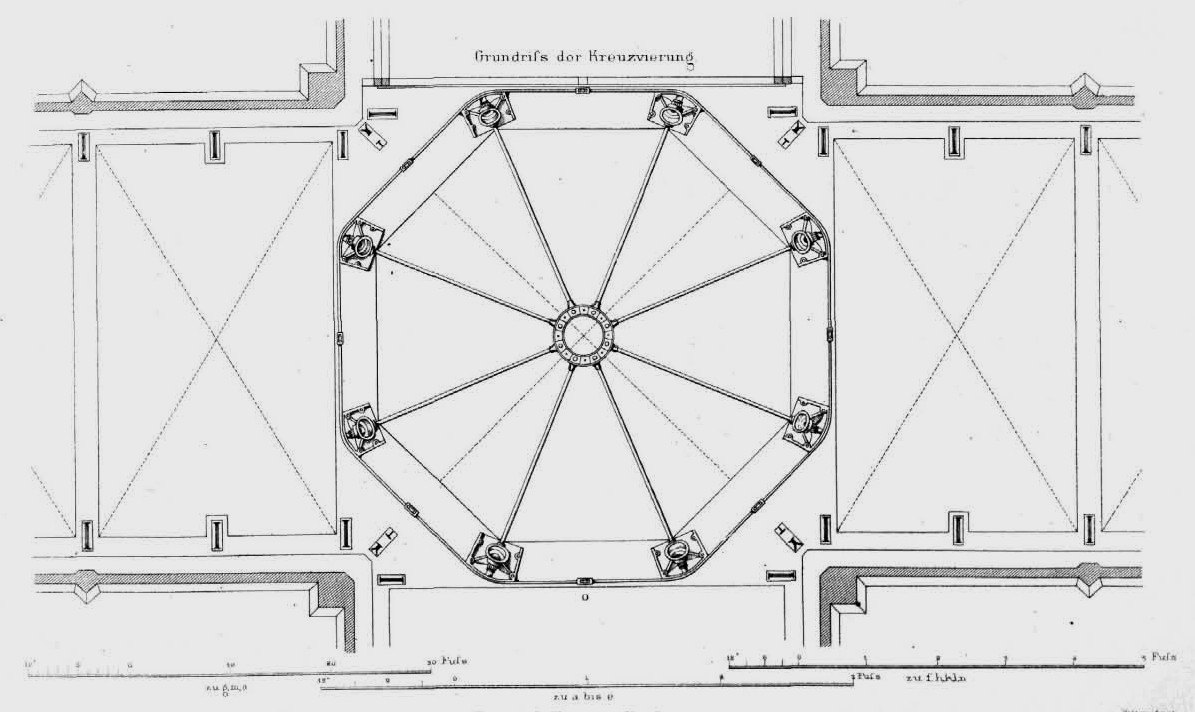
Bodenrahmen mit Stabilisierungsring, von oben dargestellt

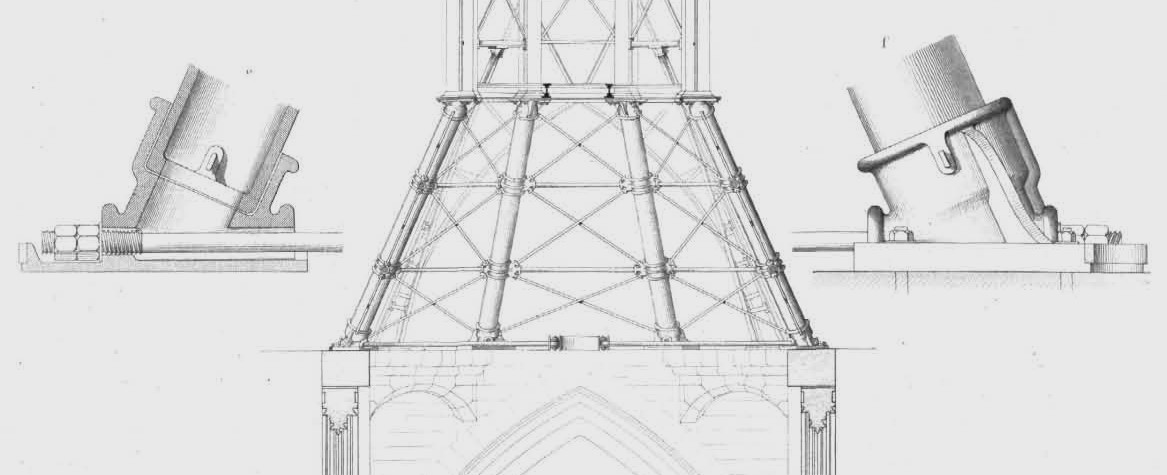
Durchschnitt des Unterbaus mit gusseisernen Schuhen

Die Unterkonstruktion des Vierungsturms ruht auf den vier etwa 1,30 Meter starken Gurtbögen, die die Vierung umschließen und ein Quadrat mit einer Seitenlänge von etwa 12,80 Meter bilden. In die vier Ecken des Quadrats wurde jeweils ein Zwickel gemauert, um für den an der Basis achteckigen Turm ein gleichseitiges Achteck als Auflagefläche zu gewinnen. Auf jeder Ecke liegt frei ein gusseiserner Schuh auf, bei dem zur Aufnahme einer Säule des Unterbaus eine röhrenförmige Aufnahme ausgedreht ist. Die Neigung der Säulen von etwa 70 Grad nach innen hätte zur Folge, dass die steinernen Auflageflächen und die mittelalterlichen Pfeiler der Vierung einer nach außen wirkenden Kraft ausgesetzt werden. Daher befindet sich in der Mitte der Turmbasis ein schmiedeeiserner Ring, von dem aus zu jedem gusseisernen Schuh eine Gewindestange von etwa acht Zentimeter Durchmesser läuft und an dessen Außenseite mit einer Mutter gespannt wird. Das System des Ringes mit den Zugstangen ist an vier weiteren nach oben gerichteten Zugstangen befestigt, die an einer mehr als zwei Zentimeter starken Eisenplatte über den Köpfen der geneigten Säulen verankert sind. Um den Kranz der gusseisernen Schuhe verlief in der ursprünglichen Planung außen ein Ring, der zwischen jeweils zwei Schuhen eine weitere Spannmöglichkeit aufwies, aber nicht verwirklicht wurde oder heute nicht mehr vorhanden ist.

Durchschnitt des Turmhelms mit Details des Rahmens

Der Unterbau ist ein Pyramidenstumpf mit achteckiger Grundfläche, der vollständig unter den Dächern der Kirchenschiffe verborgen ist. Seine acht Säulen haben bei einer Wandstärke von etwa 5,2 Zentimeter einen Durchmesser von etwa 54 Zentimeter und eine Länge von etwa acht Meter. Sie wurden stehend in Dammgruben gegossen und an beiden Enden passgenau für die Schuhe abgedreht. Der Unterbau wird durch ein System von Spannstangen und stabilisierenden Ringen gegen Verwindungen geschützt.
Der Tambour ruht auf der Eisenplatte auf dem Unterbau. Seine acht 12,40 Meter langen Ecksäulen mit quadratischem Querschnitt bestehen aus Profilen aus gewalztem Blech von mehr als einem Zentimeter Stärke und sind am unteren Ende mit der Grundplatte verschraubt. Am oberen Ende sind sie mit einer weiteren Platte verbunden, die zugleich den Boden der durchbrochenen Galerie bildet. Auf diese Platte sind wiederum etwa elf Meter hohe Ecksäulen mit fünfeckigem Grundriss aufgesetzt. An deren obere Enden sind bogenförmige Ansätze geschraubt, die nach innen weisen und den Turmhelm nach unten bis auf eine Einstiegsöffnung abschließen.
Der Turmhelm besteht aus acht Gitterträgern, die sich nach oben verjüngen und miteinander im Abstand von etwa 3,20 Metern durch schmiedeeiserne umlaufende Gurtungen und durch diagonale Verstrebungen verbunden sind. Die Turmspitze bildet eine Kreuzblume aus Kupfer, auf der nicht wie bei anderen Kirchen ein Kreuz, sondern ein vergoldeter Stern als Symbol der Weihnachtsgeschichte und der Heiligen Drei Könige angebracht ist. Der Stern ist als Ikosaederstern geformt und hat einen Umkugeldurchmesser von 1,80 Meter. Seine vergoldete Oberfläche beträgt etwa 3,25 Quadratmeter. In die Kreuzblume wurde bei der Fertigstellung des Vierungsturms im Jahr 1861 eine Urkunde eingelegt.

### Bildergalerie

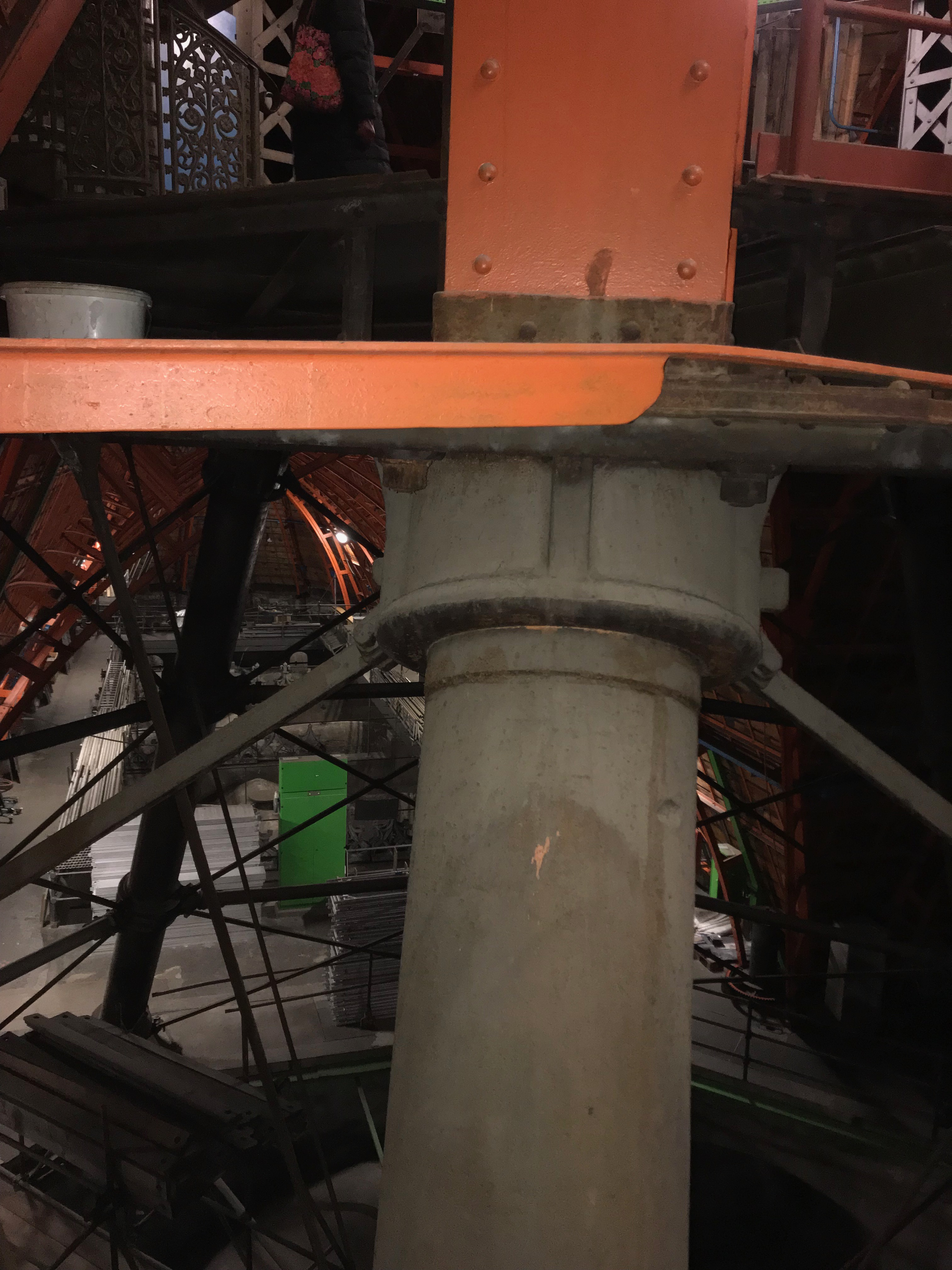
Übergang vom Unterbau zum Tambour, links oben der Ansatz der Wendeltreppe zur Plattform

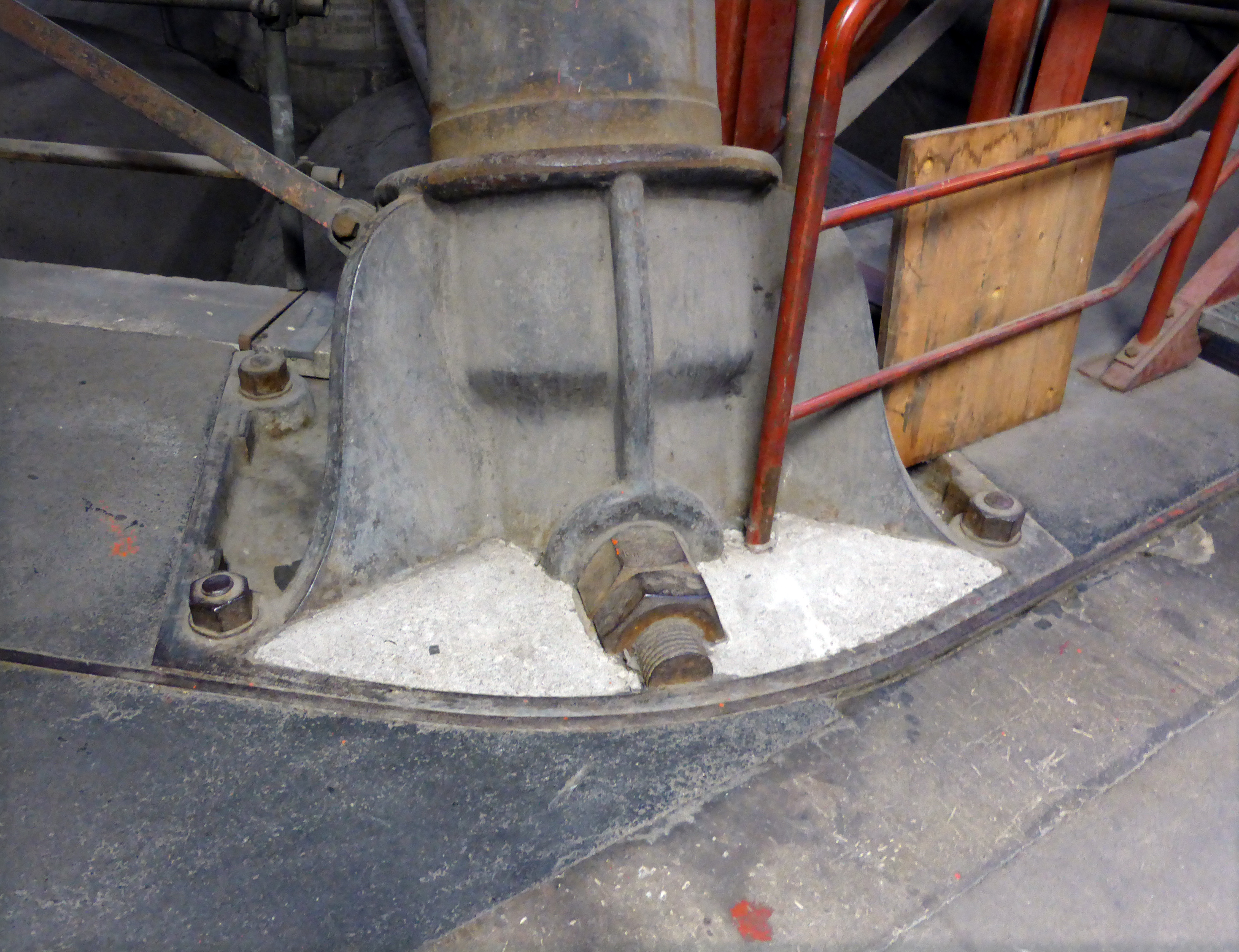
Gusseiserner Schuh mit Rohr des Unterbaus
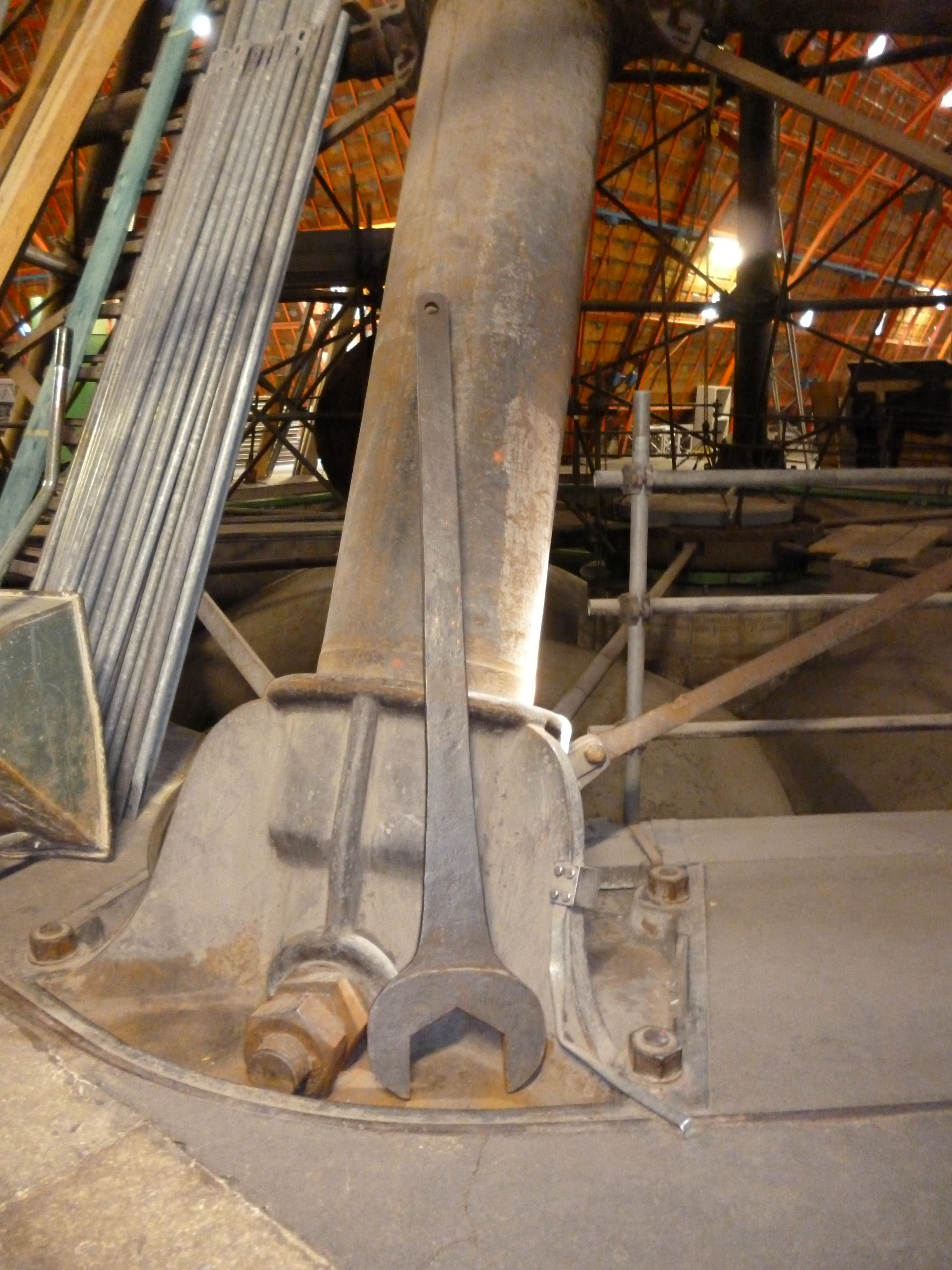
Spannvorrichtung und Zugstange
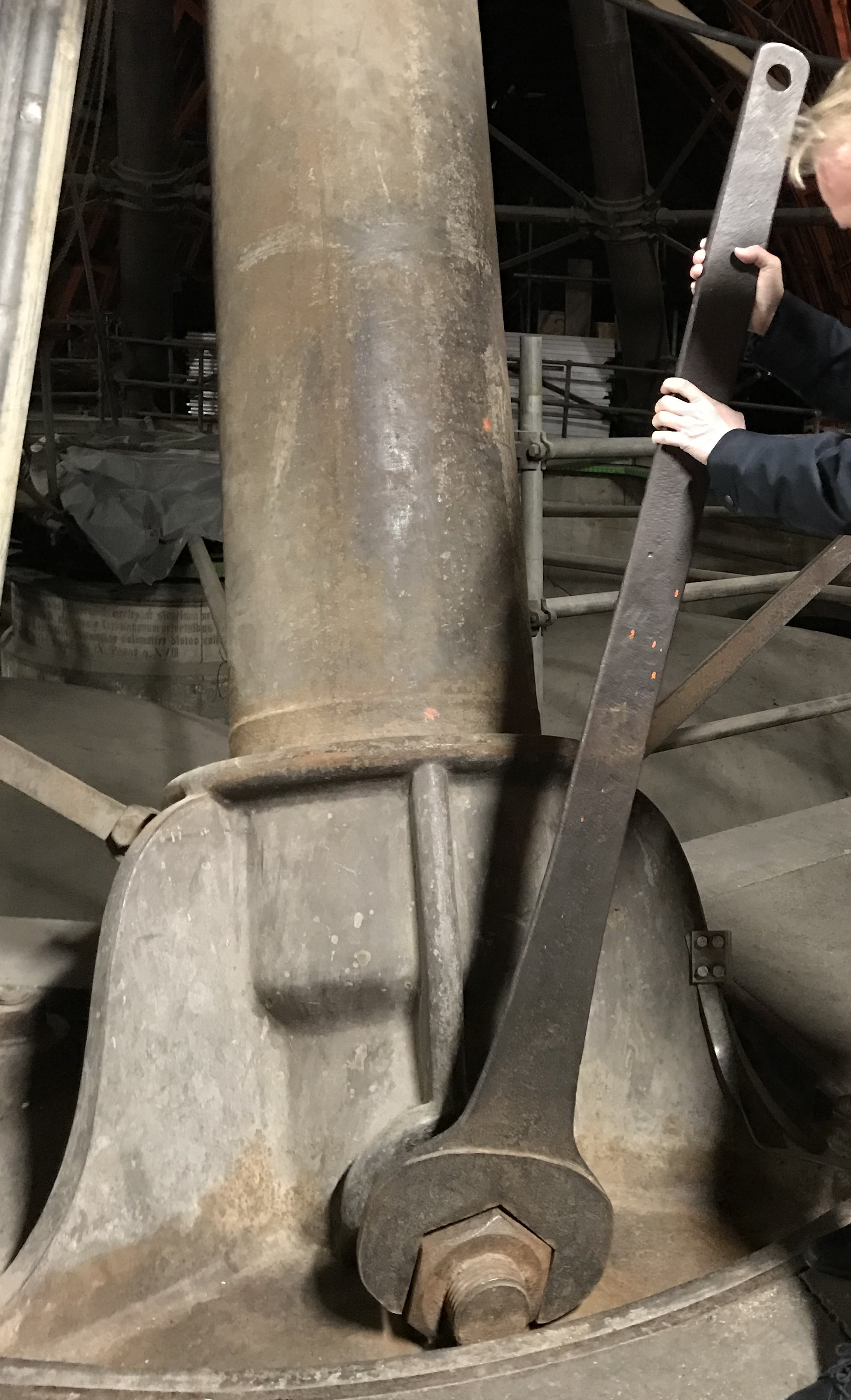
Schraubenschlüssel
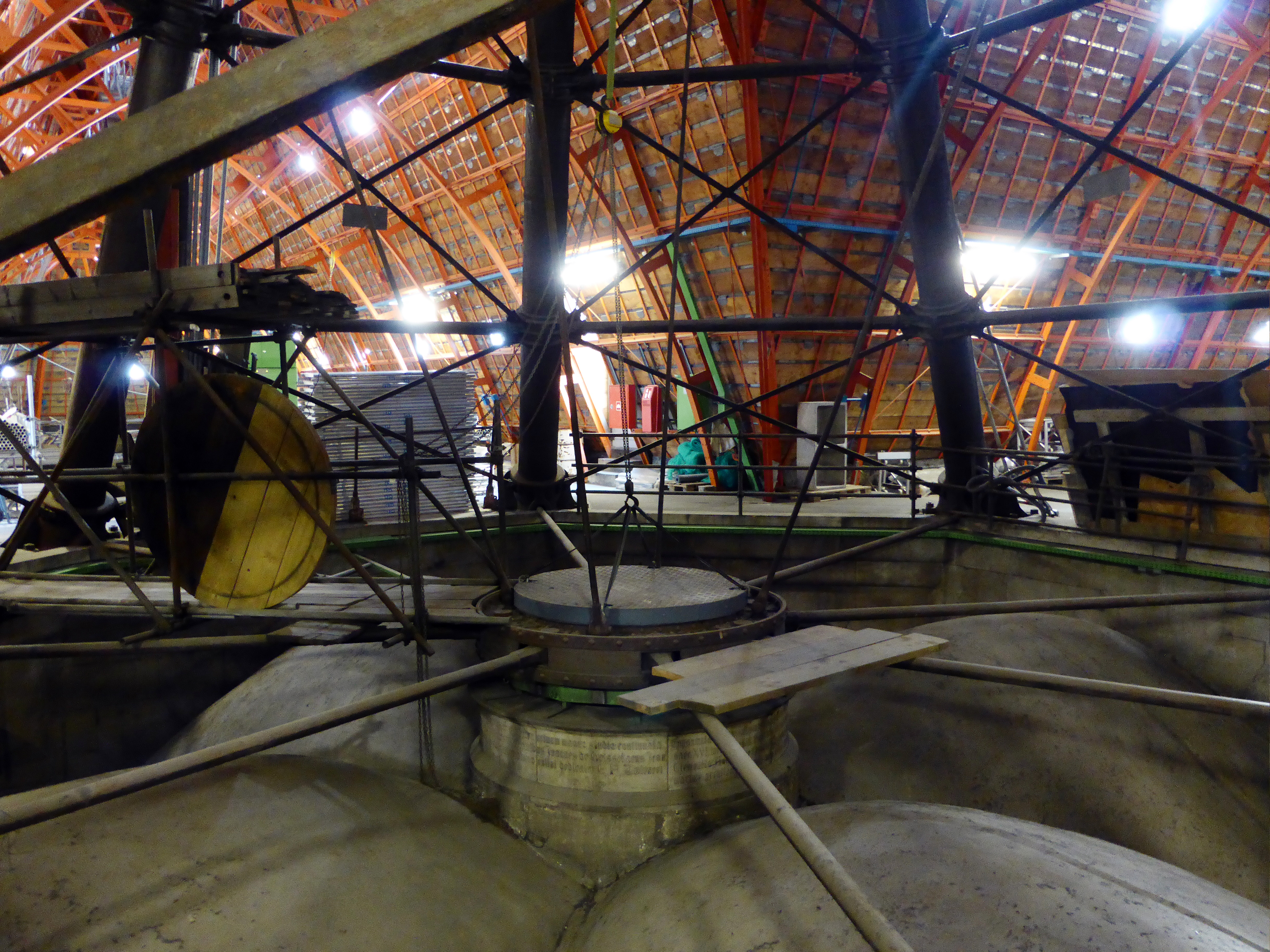
Stabilisierungsring über dem Gewölbe der Vierung
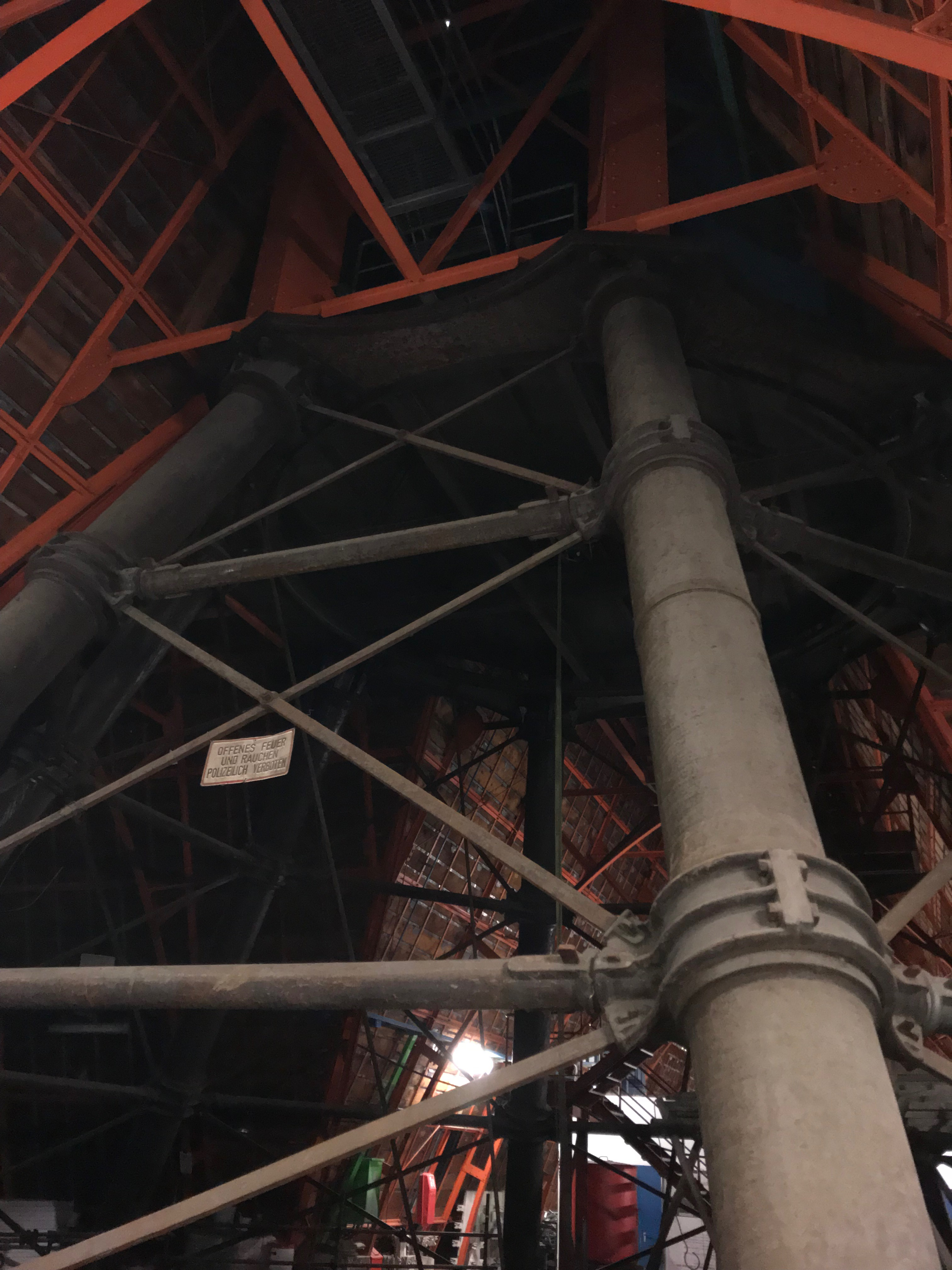
Grundplatte des Tambours, von unten

Die Bildergalerie zeigt von links zunächst einen der acht gusseisernen Schuhe, in denen die nach innen geneigten Säulen des Unterbaus stehen. Es folgt eine Aufnahme, bei der rechts hinter dem Schuh die Zugstange und der schmiedeeiserne Stabilisierungsring in der Mitte des Unterbaus zu erkennen sind. Der Schraubenschlüssel auf dem dritten Bild ist etwa zwei Meter lang. Das vierte Bild zeigt den Stabilisierungsring über dem Gewölbe der Vierung, inmitten der Zugstangen und mit den gusseisernen Säulen im Hintergrund. Die waagerechten und diagonalen Verstrebungen zwischen den Säulen sind gut sichtbar. Auf der fünften Abbildung befindet sich die Grundplatte des Tambours, die von den Säulen des Unterbaus getragen wird.

### Ausführung
Die eiserne Rahmenkonstruktion wurde wie der eiserne Dachstuhl des Langhauses durch die Cölnische Maschinenbau-Actien-Gesellschaft aus Köln-Bayenthal angefertigt und montiert. Im Juni 1860 war das Baugerüst für die Errichtung des Vierungsturms aufgestellt worden. Am 15. Oktober 1860, dem 65. Geburtstag von König Friedrich Wilhelm IV., dem engagierten Unterstützer des Dombaus, setzte Dombaumeister Ernst Friedrich Zwirner den vergoldeten Stern auf die Kreuzblume des Vierungsturms. Für die Konstruktion wurden 214 Tonnen Eisen verwendet. Sie hat einen Durchmesser von 8,80 Meter und eine Höhe von 110 Meter über dem Kirchenboden.
Am 11. Oktober 1860 beschloss die Kölner Stadtverordneten-Versammlung einen Zuschuss zu den Kosten für die Deckung des Daches und des Vierungsturms. Der Zuschuss war an die Bedingung der Verwendung von Blei geknüpft und sollte die Mehrkosten gegenüber einer Zinkdeckung auffangen. Die Deckung des Vierungsturms erfolgte offenbar abweichend von dieser Vorgabe mit Elementen aus Zinkguss, um Gewicht einzusparen. Die Verzierungen bestanden ebenfalls aus Zinkguss. Im Frühjahr 1861 war der Vierungsturm gedeckt und damit fertiggestellt.

## Neugestaltung nach dem Zweiten Weltkrieg

### Kriegsschäden und Reparaturen

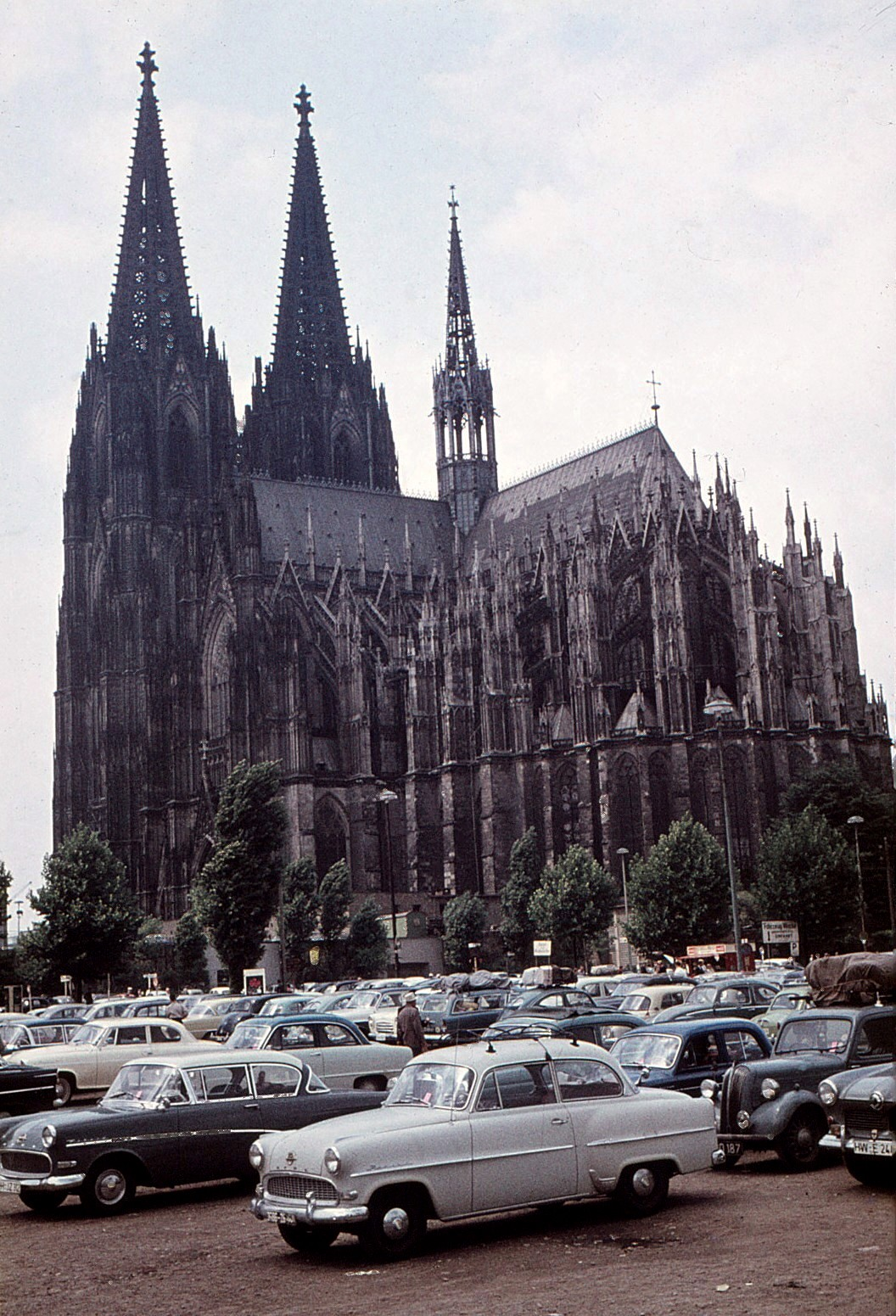
Kölner Dom mit dem beschädigten Vierungsturm, um 1960

Die eiserne Unterkonstruktion des Vierungsturms hatte den Zweiten Weltkrieg ohne nennenswerte Schäden überstanden. Die Zinkgusselemente der Verkleidung mit ihren Verzierungen waren jedoch teilweise abgestürzt und durch die Druckwellen nach Explosionen in der Nähe gerissen. Es war nicht möglich, die beschädigten Teile instand zu setzen und fehlende Teile zu ersetzen.
Im Bericht des Dombaumeisters Willy Weyres über die Instandsetzungsarbeiten während der Jahre 1955 bis 1957 wurde ein Beginn der Arbeiten am Vierungsturm für 1958 in Aussicht gestellt. Die bisherige Verzögerung schrieb Weyres anderen dringlichen Arbeiten und dem Mangel an Gerüstmaterial zu. Für die Jahre 1958 und 1959 wurde berichtet, dass zu Beginn der Arbeiten am Vierungsturm die eiserne Unterkonstruktion systematisch untersucht wurde, die statische Untersuchung dauere noch an. Die Korrosionsschäden waren geringer als befürchtet und die Konstruktion wurde als sehr solide bezeichnet. Um Störungen im Dominneren zu vermeiden, sollten Transportwege für das Material über das Dach des Querschiffs eingerichtet und dann der Vierungsturm eingerüstet werden.
1960 war das Gerüst am nördlichen Querschiffgiebel erst bis auf 50 Meter Höhe gebracht und der für den Materialtransport benötigte und eineinhalb Jahre zuvor in Auftrag gegebene Aufzug noch nicht fertig. Daher wurden bis dahin am Vierungsturm nur einige Rüstarbeiten durchgeführt. 1961 konnten die lange geplanten Arbeiten am Vierungsturm beginnen, nachdem im April der Lastenaufzug für den Betrieb freigegeben worden war. Zwischen Juni und Dezember 1961 wurde die Zinkverkleidung des Turmhelms abgenommen. Die Wimperge, Krabben und Kantenverkleidungen waren aus Zinkguss gefertigt, der im Laufe der Zeit brüchig geworden war. Die befürchteten Korrosionsschäden wegen der Kombination von Zink mit dem Kupfer der Turmspitze waren allerdings ausgeblieben. Im September und Oktober wurde das Eisengerüst repariert. Anschließend wurde das Gerüst entrostet und mit dem Auftragen eines Schutzanstrichs begonnen.
1962 wurde die Unterkonstruktion des Turmhelms weiter entrostet und ein letzter Schutzanstrich aufgebracht. Der Turmhelm und die Figurenzone sollten 1963 verkleidet werden, während dies für den unteren senkrechten Turmteil aus arbeitstechnischen und finanziellen Gründen erst für 1964 geplant war.
1963 platzten an mehreren Diensten des Querhauses Teile ab. Bereits in den 1920er Jahren war festgestellt worden, dass die Pfeiler der Vierung sich verschieben. Dombaumeister Willy Weyres vertrat die Auffassung, dass der Winddruck auf den Vierungsturm die Ursache der Probleme sein könne.

### Moderne Neugestaltung

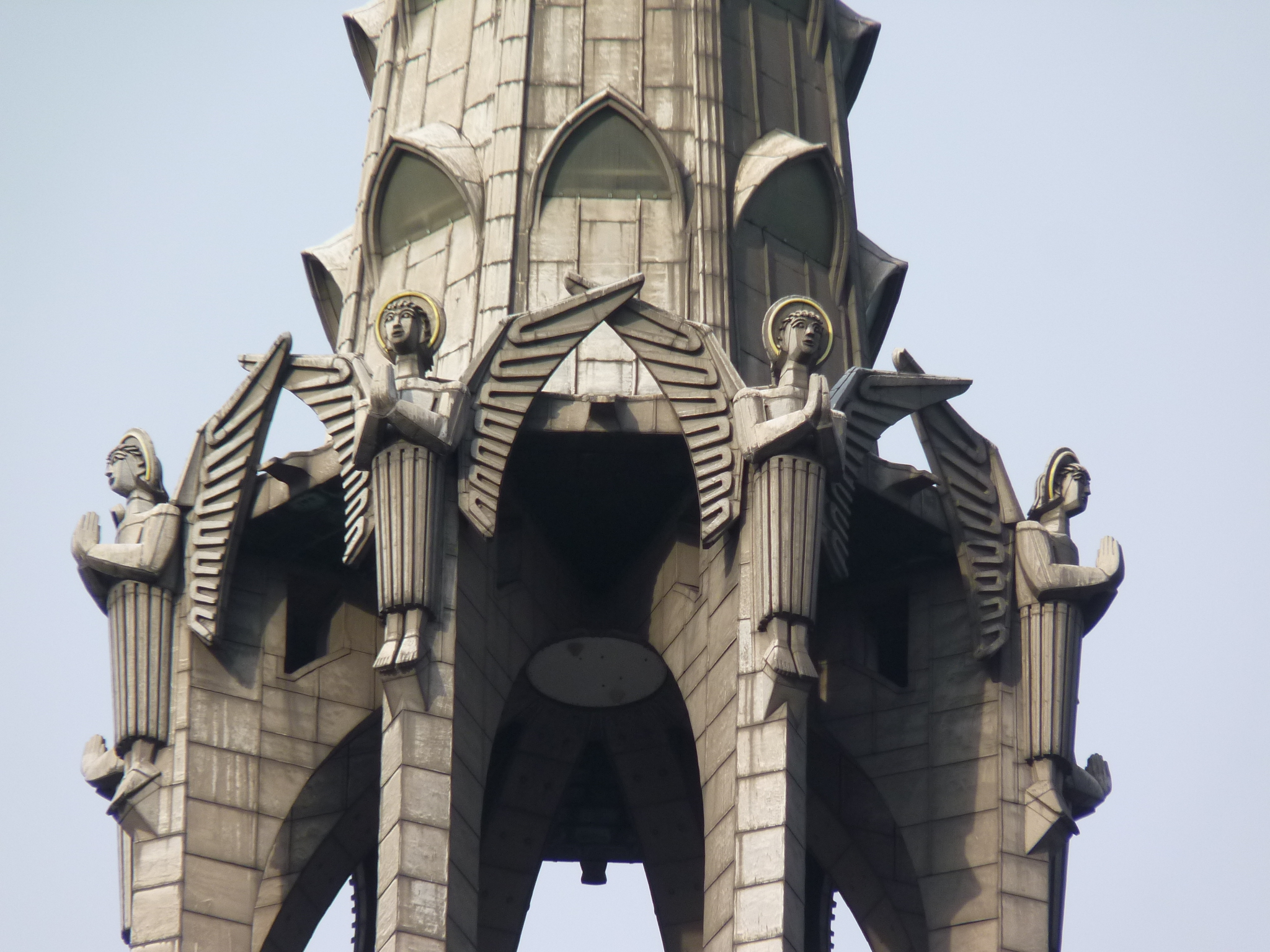
Engel am Vierungsturm des Kölner Domes, 2012

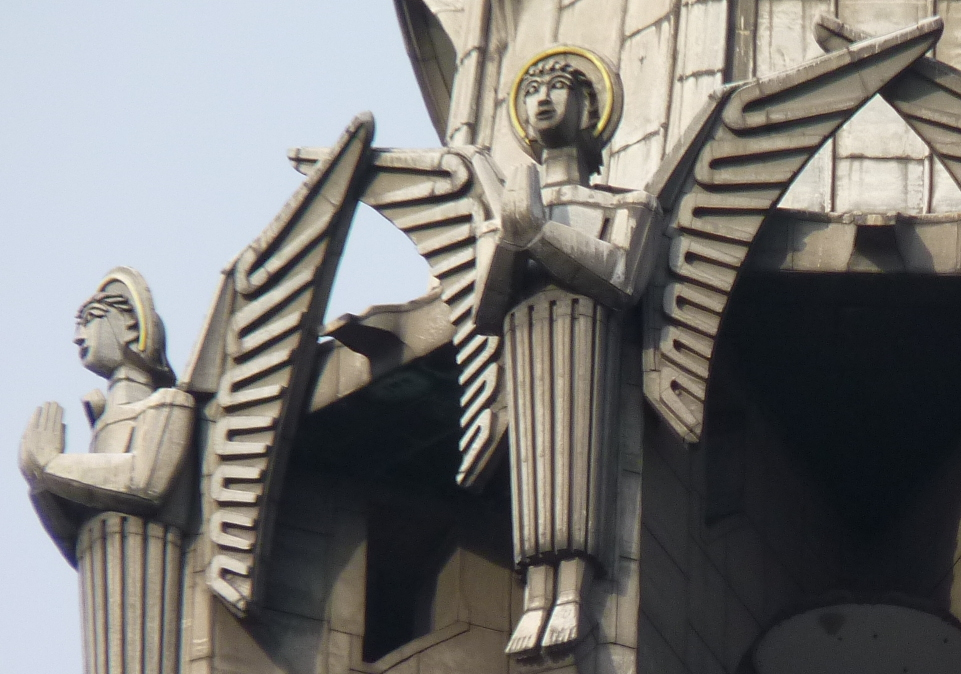
Vergrößerte Darstellung

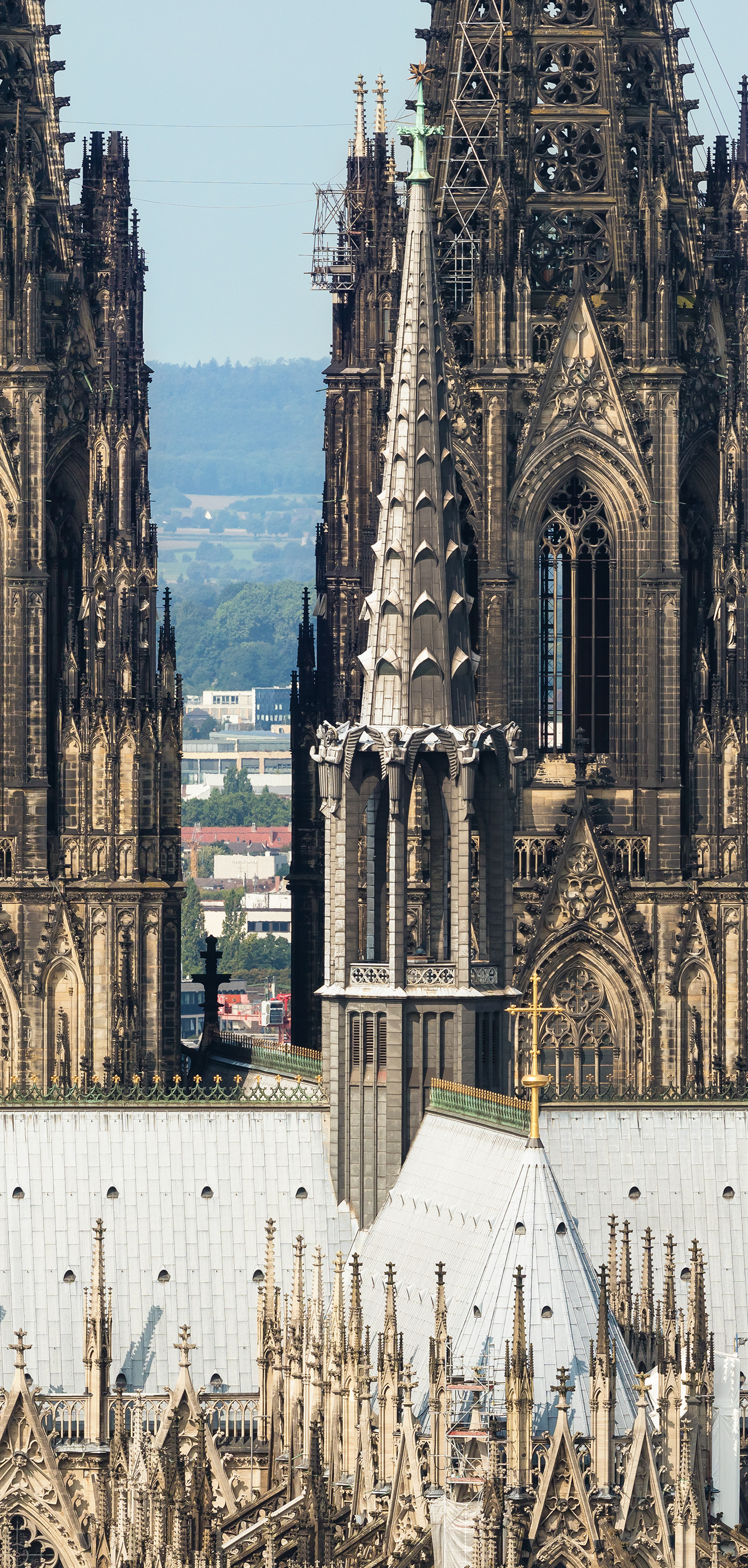
Ansicht von Osten, 2017

Nachdem die Untersuchung der eisernen Unterkonstruktion des Vierungsturms keine nennenswerten Schäden zutage gebracht hatte, wurde die Gestaltung der neuen Verkleidung erörtert. Diese sollte, um eine einheitliche Erscheinung der Verkleidungen von Dach und Vierungsturm zu gewährleisten, nicht mehr aus Zinkguss, sondern ebenfalls aus Blei bestehen.
Am 30. Mai 1958 wurde über die Gestaltung des Vierungsturms entschieden. Die Neugestaltung bedeutete eine radikale Abkehr vom Historismus des 19. Jahrhunderts und eine Hinwendung zu einem an den Art déco angelehnten modernen Design. Auf eine reiche Verzierung des Turmhelms wurde verzichtet. Ursprünglich waren vom Dombaumeister Willy Weyres für den Turmhelm kreisrunde Löcher zur Belüftung vorgesehen. Diese ließen sich jedoch nicht verwirklichen, da es für die Ableitung eindringenden Wassers keine akzeptable technische Lösung gab. Daher wurden die Flächen des Turmhelms wie die der anderen Dächer des Domes mit Gauben versehen. Erst im April 1964 wurden alle Fragen abschließend geklärt und die Anzahl und Form der Gauben festgelegt. 1965 bis Anfang 1966 wurde das Dach des Turmhelms mit den Gauben von einem Kölner Dachdeckerbetrieb gedeckt.
Im Zuge dieser Arbeiten wurde das Gerüst um den Turmhelm bis an die kupferne Turmspitze herangeführt, sodass erstmals eine genaue Begutachtung möglich wurde. Da sowohl die Kreuzblume als auch der vergoldete Stern stark beschädigt waren, insbesondere die Halteeisen waren verrostet, wurden sie abgenommen. Die Kreuzblume wurde in der Schlosserei der Dombauhütte gerichtet. Der Stern wurde in der Werkstatt des Goldschmieds Wilhelm Nagel restauriert und feuervergoldet. Am 18. Juli 1966 wurde der Stern wieder auf den Turmhelm aufgesetzt. Anschließend wurde das Gerüst bis an die Basis des Turmhelms zurückgebaut.
Beim Vierungsturm aus dem 19. Jahrhundert war der Übergang vom senkrechten Teil des Turms zum Turmhelm durch einen Kranz großer Wimperge verdeckt. Für die Neugestaltung der Verkleidung war vorgesehen, an deren Positionen große Engelfiguren aus einem mit Blei verkleideten Lärchenholzkern anzubringen. 1962 wurde durch den Dombildhauer Erlefried Hoppe ein Modell des Körpers einer Figur angefertigt und an der vorgesehenen Stelle angebracht. Entgegen dem Eindruck, den ein zuvor gefertigtes kleines Modell hinterlassen hatte, erschien die Figur in Originalgröße zu groß. Daraufhin wurden eine wesentlich kleinere zweite Attrappe und ein Muster der geplanten Verkleidung des Turmhelms angebracht. Die Muster wurden im Dezember 1962 von einer Kommission besichtigt, der neben den Mitgliedern des Kölner Domkapitels der Kunsthistoriker und rheinische Landeskonservator Rudolf Wesenberg und der Kölner Architekt Gustav Bader angehörten. Für die Engelfigur fiel das Urteil der Sachverständigen ungeachtet ihrer groben und wenig detaillierten Erscheinung positiv aus. Es wurde angenommen, dass die bleiverkleideten Originale eine feinere Detaillierung aufweisen werden.
Die Holzkerne der Engel wurden 1964 und 1965 durch Hubert Bruhs angefertigt. Die Verkleidung mit Blei übernahm ein Dachdecker der Dombauhütte. Die Bleiverkleidungen mussten so ausgeführt werden, dass es bei Temperaturschwankungen nicht zu Rissen und Brüchen mit der Folge des Eindringens von Wasser zum Holzkern kommen konnte. In einem nächsten Schritt wurden, wie schon zuvor bei den Körpern der Engelfiguren, Modelle ihrer Flügel am Ort ihrer Anbringung in Augenschein genommen und korrigiert. Die Herstellung erfolgte in der Schreinerei der Dombauhütte aus Fichtenholz, das auf eiserne Traggerüste aufgebracht und anschließend mit Blei abgedeckt wurde.
1967 wurden die Engel am Vierungsturm angebracht. Im folgenden Jahr wurden die Pfosten des durchbrochenen Geschosses mit Holz verschalt und mit Blei verkleidet. Die innere Fläche des Helms wurde mit Kupferblech verkleidet. Als neben Kreuzblume und Stern einziges Zierelement des Turms von 1861 blieb die neugotische Maßwerkbrüstung mit drei Vierpässen an jeder Seite des Turms erhalten. Sie besteht aus Zinkguss und wurde mit Blei verkleidet. Zwischen 1969 und 1973 wurden die acht Flächen des Tambours, abwechselnd 36 und 44 Quadratmeter, durch Holzleisten entsprechend der Unterteilung der darüberliegenden Brüstung in jeweils drei senkrechte Felder gegliedert. Als oberen Abschluss zur Brüstung erhielt der Tambour flache, den Turm ringförmig umschließende Segmente. Die Flächen wurden nach und nach mit Brettern verschalt und mit Blei verkleidet. Da die Dachdecker der Dombauhütte immer wieder unaufschiebbare Abdichtungsarbeiten an anderen Stellen des Domes leisten mussten, verzögerten sich die Arbeiten bis zum 26. Januar 1973.

## Einbauten

### Glockenstuhl
Im Tambour befindet sich ein hölzerner Glockenstuhl mit dem Chorgeläut des Kölner Domes, zu dem die Angelusglocke, die Wandlungsglocke und die Mettglocke gehören. Die Angelusglocke und die Wandlungsglocke hingen bereits im Mittelalter zusammen im Dachreiter des Chores, so dass sie heute das älteste vollständig erhaltene Geläut Europas darstellen.

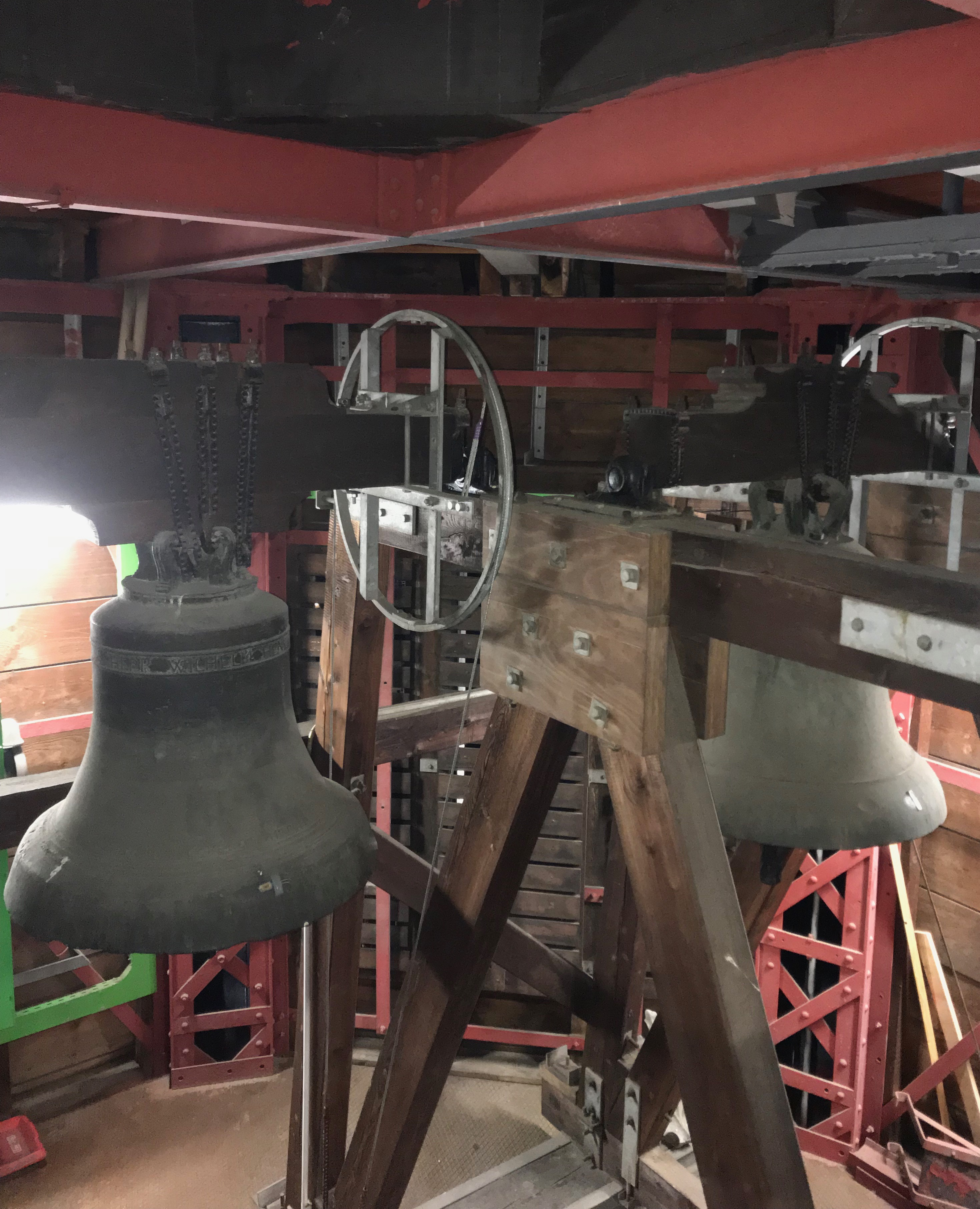
Mettglocke
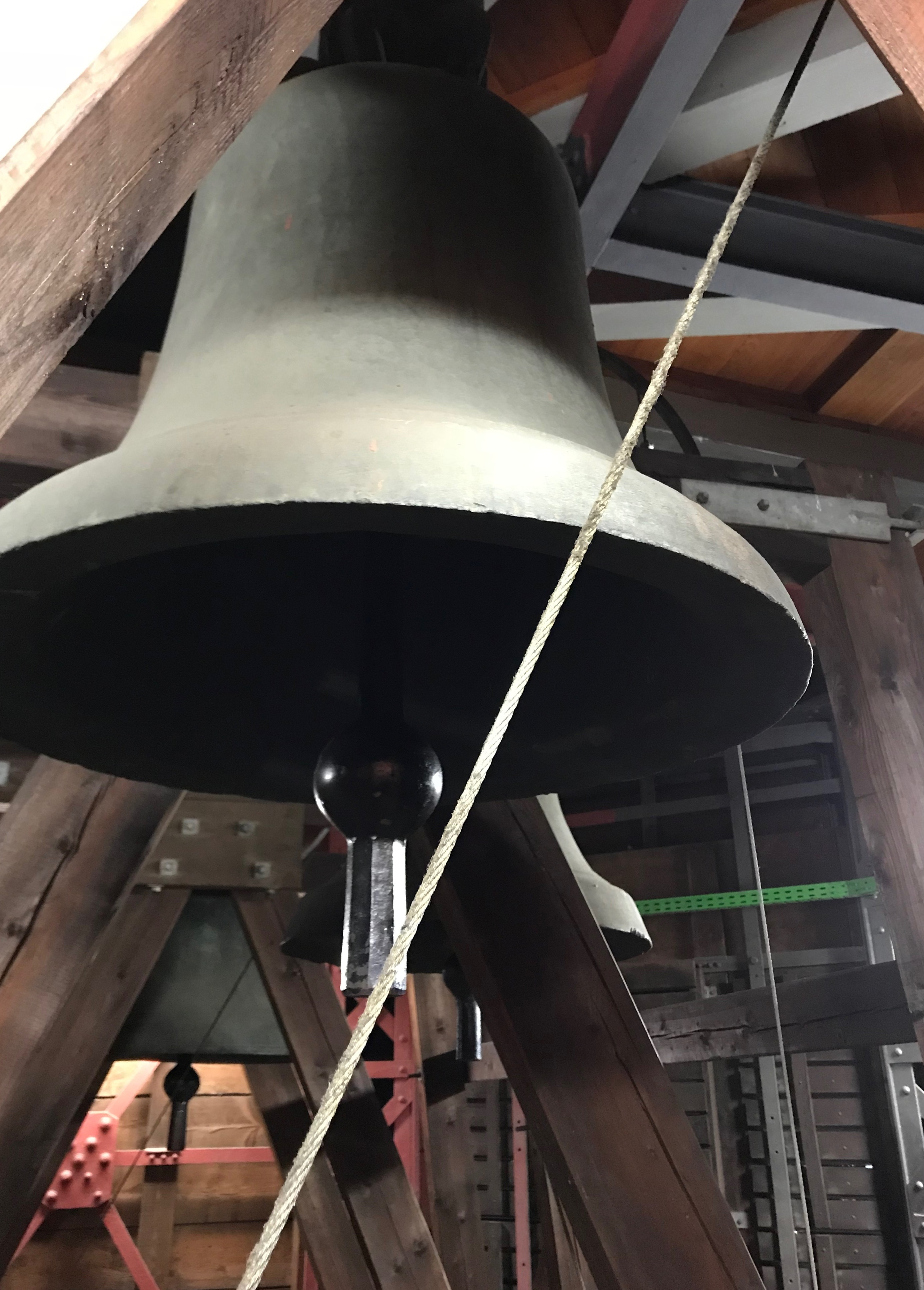
Wandlungsglocke
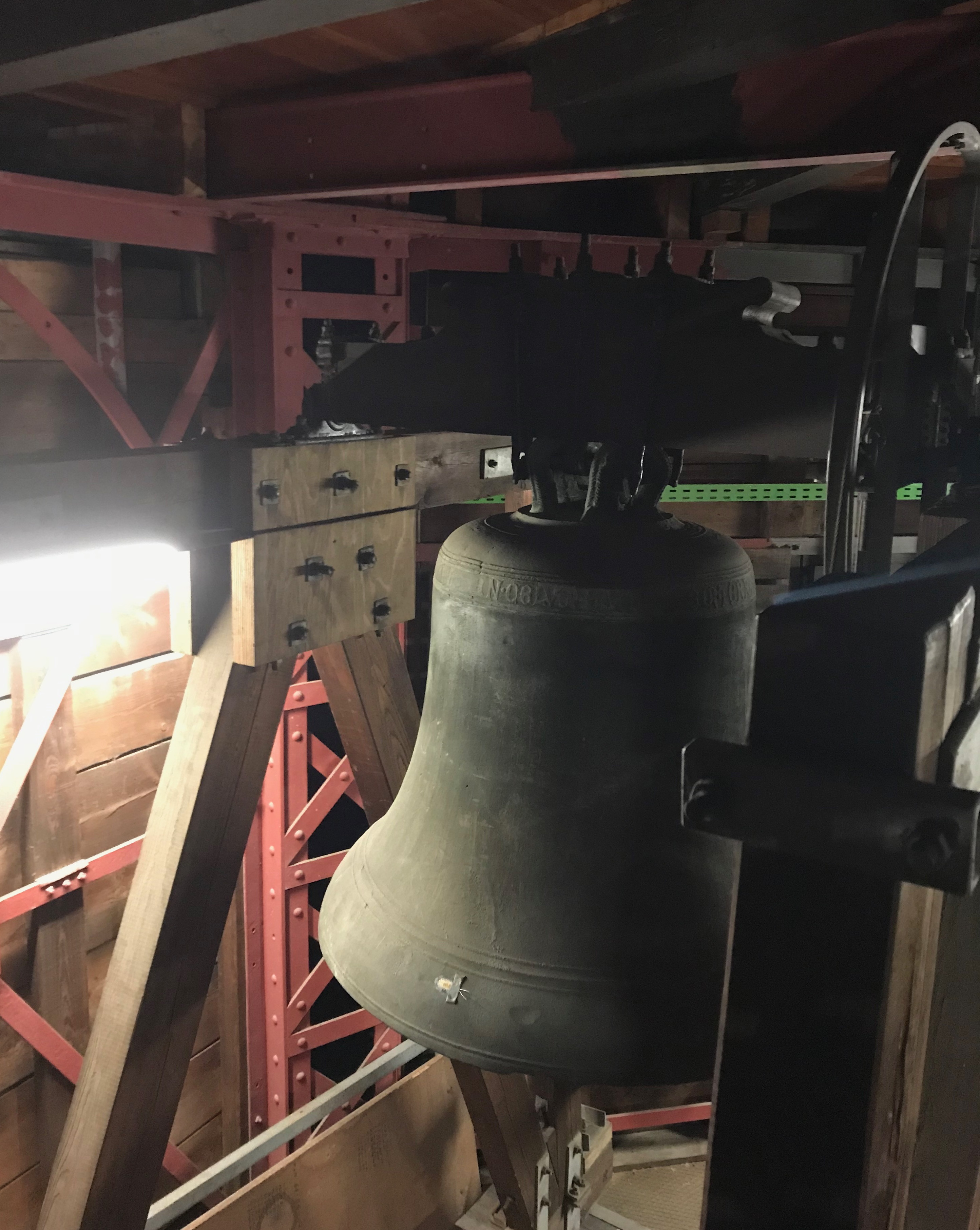
Angelusglocke

### Treppen und Leitern

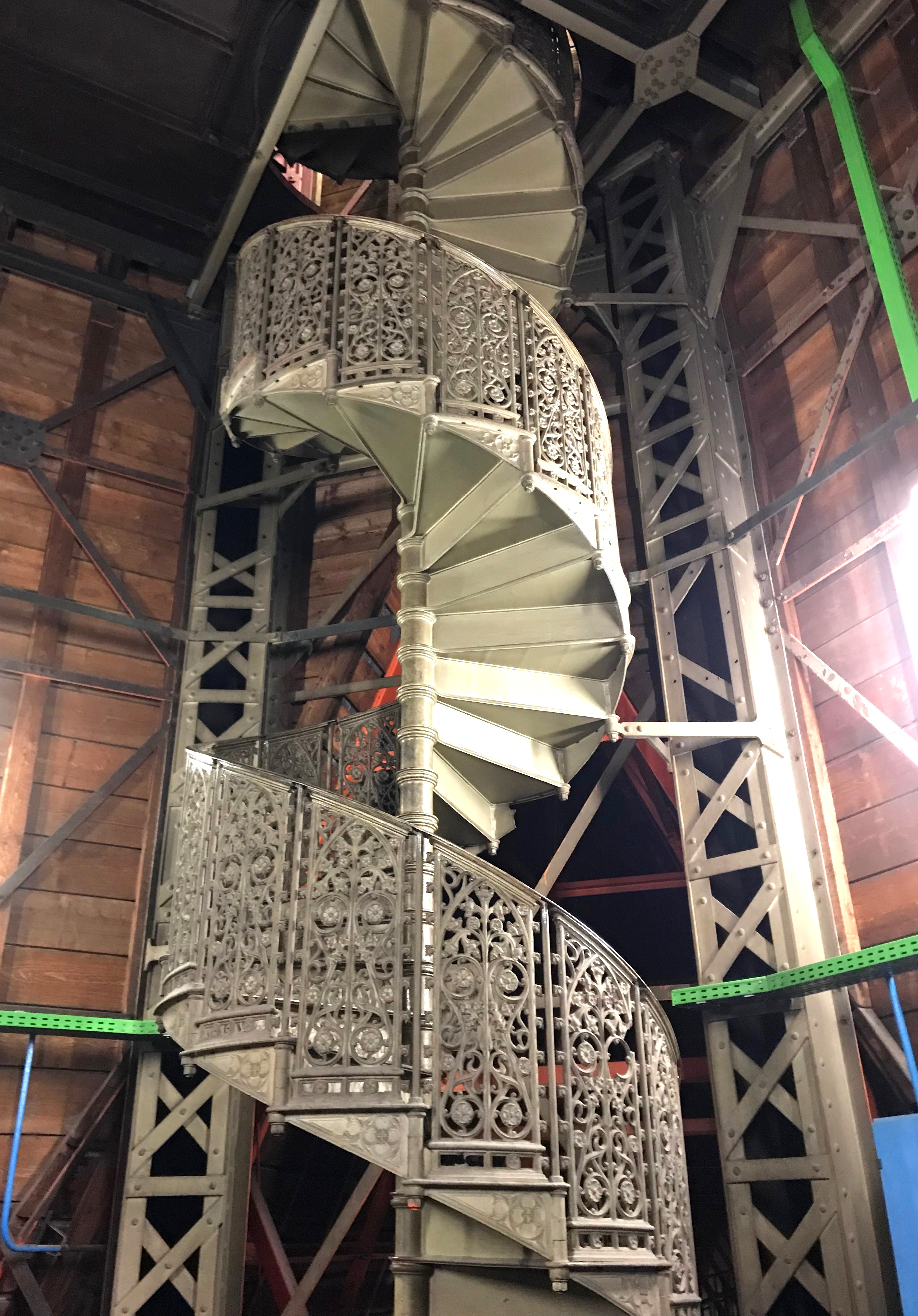
Schmiedeeiserne Wendeltreppe im Tambour

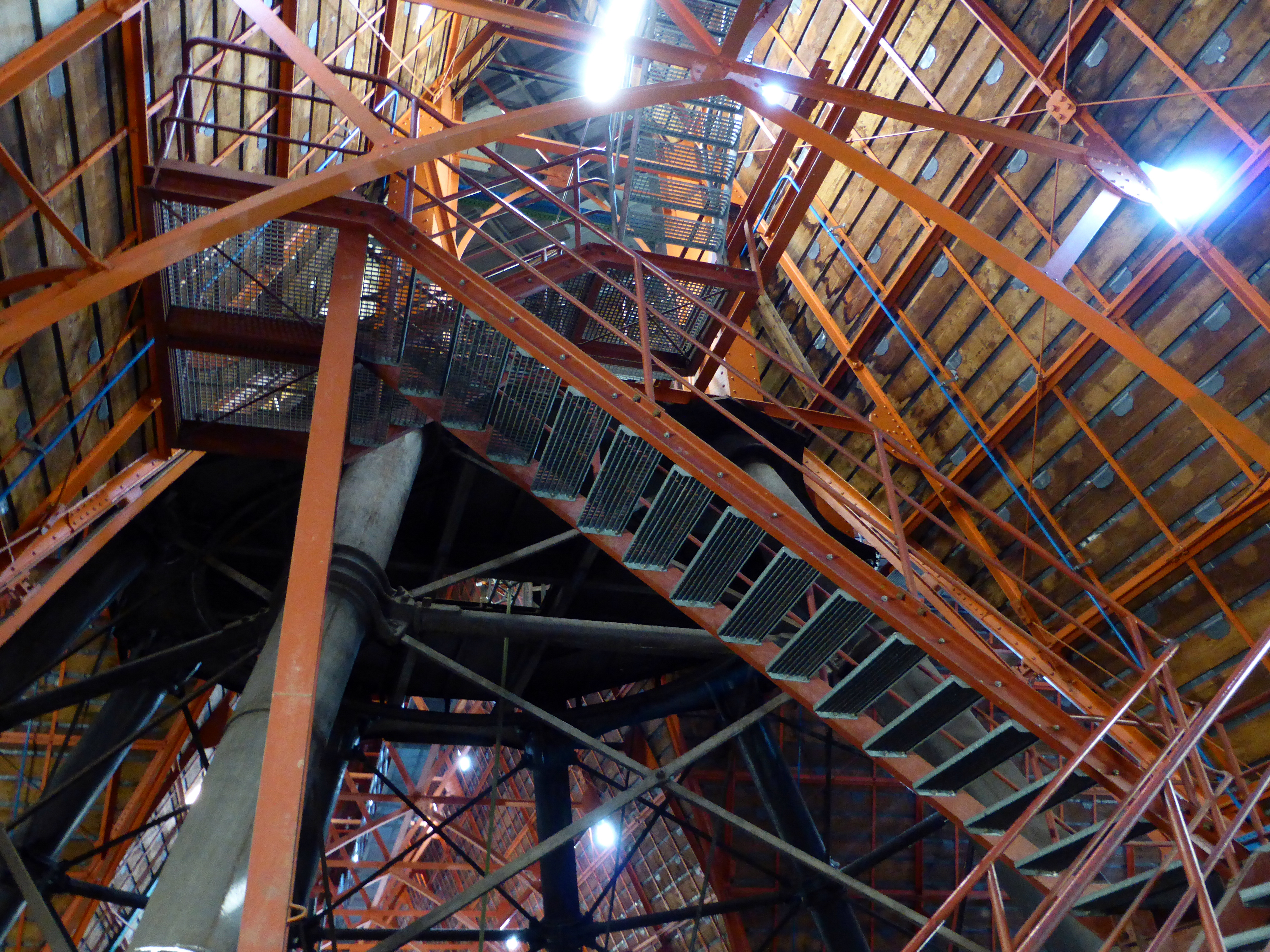
Treppe vom Dachstuhl in den Vierungsturm

Der Zugang vom Dachstuhl des Domes in den Vierungsturm erfolgte bis 1973 über eine Holztreppe. Im Zuge notwendiger Verbesserungen des Brandschutzes wurde sie durch eine eiserne Treppe neben dem pyramidenförmigen Unterbau ersetzt. In einer Ecke des Tambours befindet sich eine reich verzierte schmiedeeiserne Wendeltreppe, die weiter zur Plattform führt.
Im 19. Jahrhundert wurde der Zugang von der Plattform zum 9,80 Meter hoch liegenden Einstieg in den Turmhelm mithilfe einer verborgenen Leiter gewährleistet. Bei der Neugestaltung des Turms in den 1960er Jahren wurde mittig auf der Plattform eine senkrechte Steigleiter aus rostfreiem Stahl mit Schutzkorb angebracht. Diese Leiter wirkte beim Blick auf den Dom von allen Seiten wie ein neunter Pfeiler des Turmhelms und wurde in den 1990er Jahren von der Dombauverwaltung als ein störendes Element betrachtet. 1997 wurde bei Instandsetzungsarbeiten die untere Leiterhälfte demontiert und provisorisch durch eine Aluminiumleiter ersetzt. 2005 wurde dann eine einteilige, zwölf Meter lange Aluminiumleiter montiert, die vollständig in den Turmhelm eingefahren werden kann. Sie hängt an zwei Seilen und wird im Bedarfsfall mittels einer im Turmhelm angebrachten, per Funk bedienbaren elektrischen Winde ausgefahren. Am unteren Ende der Leiter befindet sich eine runde Aluminiumplatte, die im eingefahrenen Zustand die Einstiegsöffnung des Turmhelms verschließt.

### Weitere Einbauten

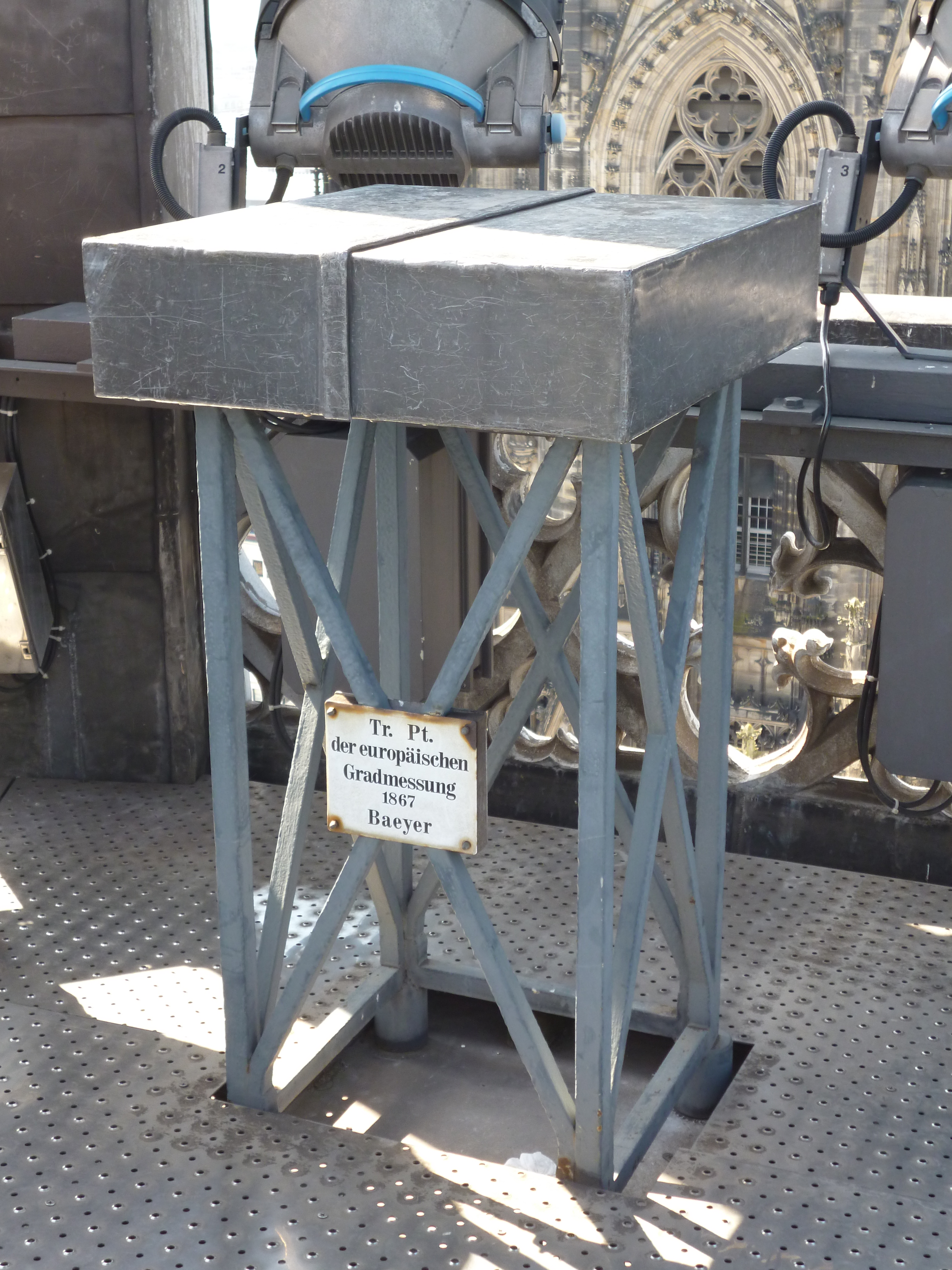
Trigonometrischer Punkt auf dem Vierungsturm

Auf der Plattform des Vierungsturms befindet sich der höchstgelegene Trigonometrische Punkt Kölns. Seine Vermarkung erfolgte 1867, als die Haupttürme noch nicht errichtet waren, im Rahmen der unter der Leitung von Johann Jacob Baeyer durchgeführten Europäischen Gradmessung.
Damit im Einsatz eine zuverlässige Funkverbindung für die an verschiedenen Stellen des Domes tätigen Kräfte der Feuerwehr gewährleistet ist, wurde 2011 im Vierungsturm ein Funkverstärker angebracht.

## Kritik an der Architektur
Die moderne Silhouette des Vierungsturms ist mit dem Art déco in Verbindung gebracht worden. Der verantwortliche Dombaumeister Willy Weyres hatte sich bewusst für einen zeitgenössischen Baustil entschieden, um auch moderne Formen am Dom verwirklicht zu sehen. Die Wahl dieses Baustils für den Turm einer gotischen Kathedrale hat allerdings auch deutliche Kritik hervorgerufen. So bezeichnete Philippe Villeneuve, der Chef-Architekt der Pariser Kathedrale Notre-Dame, den Kölner Vierungsturm als Fremdkörper und verglich ihn mit einer „Warze“.